# Geografia dell'Africa

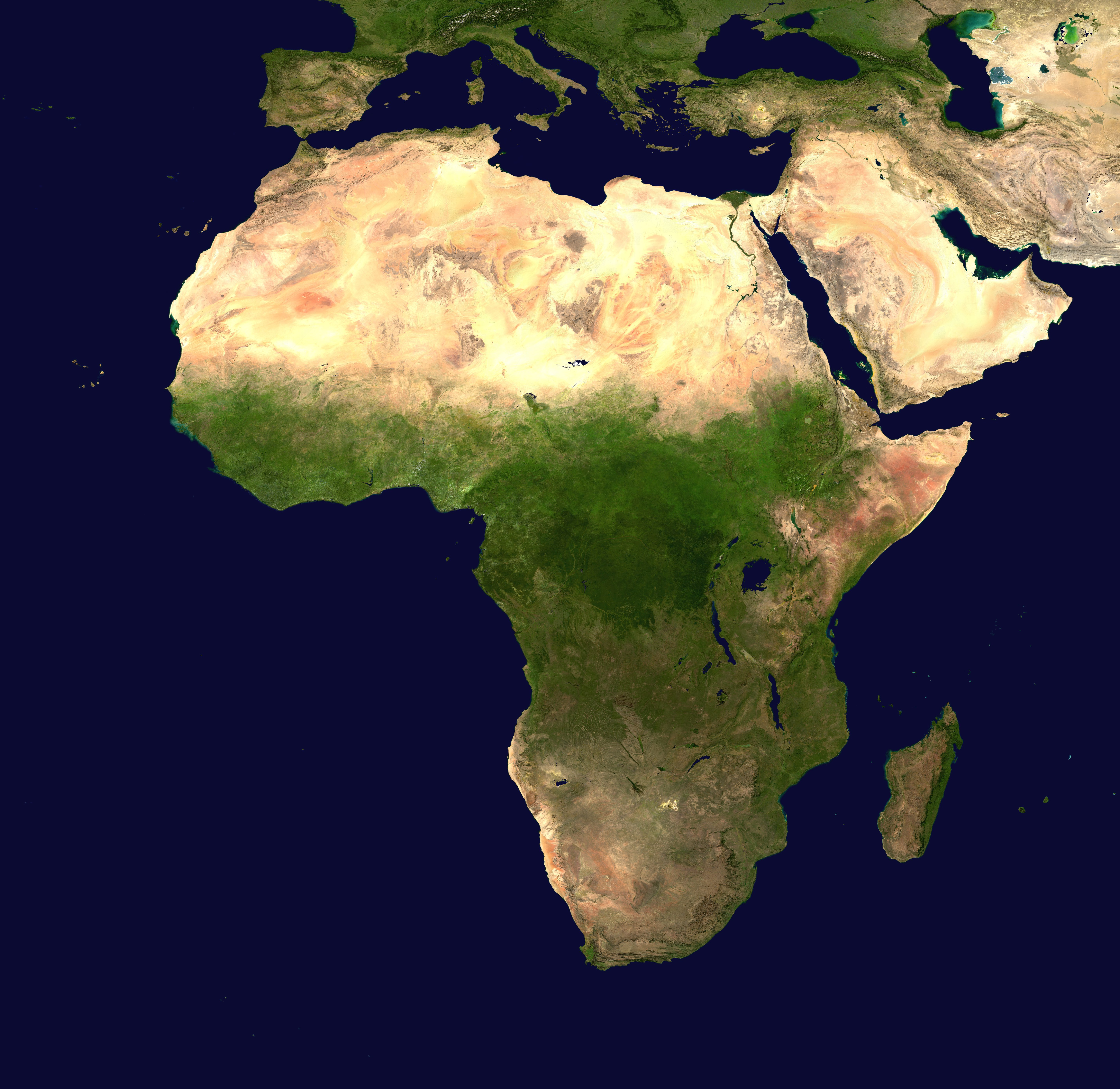
L'Africa dal satellite.

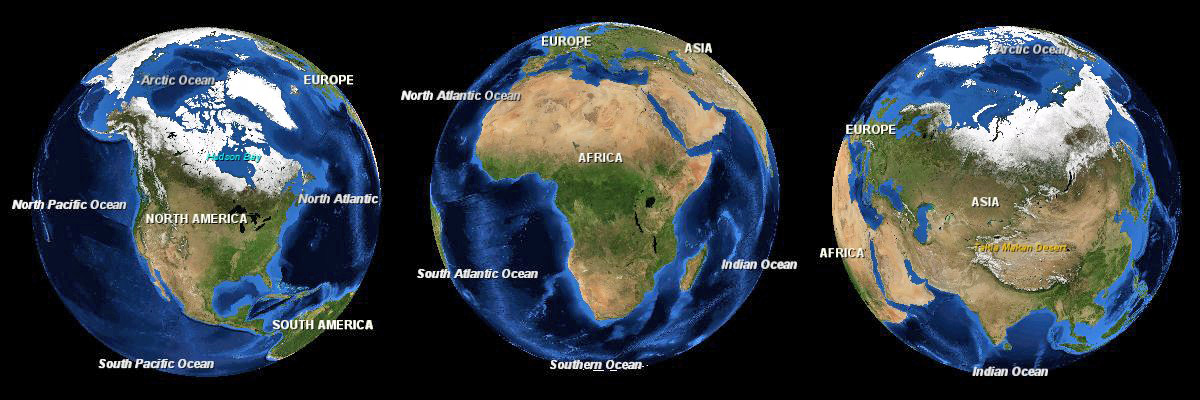
Immagine satellitare composta dei tre continenti Nordamerica (a sinistra), Africa (al centro) e Asia (a destra).

L'Africa è uno dei continenti nei quali vengono suddivise le terre emerse del pianeta Terra, il terzo per estensione dopo l'Asia e le due Americhe.
Il suo territorio costituisce un'appendice sudoccidentale della grande massa continentale eurasiatica; si estende su circa 30 milioni di chilometri quadrati a cavallo dell'Equatore, che lo taglia in due nella parte centrale determinando l'esistenza di due metà quasi speculari. Dal punto di vista fisico, il territorio africano appare caratterizzato da estesissimi spazi tabulari, privi di significativi rilievi tranne che in alcune zone marginali; esiste un netto dualismo fra la parte centro-settentrionale, caratterizzata prevalentemente da bassopiani occasionalmente movimentati da rilievi, e la parte meridionale e orientale, dove invece si estende un vastissimo altopiano tabulare che digrada verso le coste con ripide scarpate. Nell'Africa orientale si allunga per oltre 6.000 chilometri la Great Rift Valley, una successione di profonde fosse tettoniche originatesi dal processo geologico, tuttora in atto, della separazione della placca africana da quella araba.
I maggiori fiumi africani hanno dimensioni che li collocano ai primi posti nella graduatoria mondiale  all'oceano Atlantico il Congo, che drena un vastissimo bacino nell'Africa centrale, e il Niger, il maggior fiume dell'Africa nordoccidentale. Il versante mediterraneo è dominato dal corso del fiume Nilo, lungo più di 6.000 chilometri, che attinge le sue acque addirittura dalle regioni equatoriali dell'Africa orientale e attraversa longitudinalmente il Sahara orientale per tutta la sua estensione, prima di sfociare in territorio egiziano con un vasto delta; il maggiore fiume del versante indiano è invece lo Zambesi, che attraversa l'Africa meridionale. Estese aree nelle zone più interne del continente sono endoreiche e tributano a bacini interni la cui superficie dipende linearmente dalla portata dei fiumi che li alimentano. Vastissime aree, infine, soprattutto in corrispondenza del Sahara, sono talmente aride da non avere uno scorrimento superficiale di acqua (zone areiche): in queste regioni i letti fluviali sono relitti di epoche passate in cui le precipitazioni erano maggiori.
L'Africa è caratterizzata dall'assoluta prevalenza dei climi caldi, data la collocazione prevalentemente tropicale del suo territorio. Una vastissima fascia, all'incirca dai 15°N ai 25°S, ha un clima tropicale caratterizzato dall'alternanza di stagioni piovose e secche secondo le oscillazioni annuali della zona di convergenza intertropicale, con precipitazioni che generalmente decrescono allontanandosi dall'Equatore; nella vastissima fascia settentrionale, estesa longitudinalmente su quasi 9.000 chilometri, la diminuzione delle precipitazioni porta a condizioni di estrema aridità che hanno originato il deserto del Sahara, il maggiore della Terra. Condizioni climatiche mediterranee caratterizzano le estreme fasce costiere nordoccidentale (la regione del Maghreb) e sudoccidentale, in territorio sudafricano.
Dal punto di vista degli ecosistemi, in Africa si ha il passaggio dalle foreste pluviali della zona equatoriali, pressoché sempre umida, a vaste aree di savana più o meno ricca e arborata man mano che ci si allontana dall'Equatore. Steppe più o meno aride caratterizzano le zone a minori precipitazioni; nelle regioni più asciutte si ha invece una totale assenza di vegetazione, tranne dove le piante (eccezionalmente adattate all'aridità) riescono a raggiungere falde sotterranee. Le aree marginali a clima mediterraneo sono caratterizzate dalla tipica vegetazione a macchia, che su vaste estensioni è stata acquisita all'agricoltura con colture specializzate (vite e olivo).

## Posizione geografica
Il territorio africano si estende per più di 30 milioni di chilometri quadrati a cavallo dell'Equatore, che taglia quasi perfettamente a metà il continente determinando l'esistenza di due "metà" speculari dal punto di vista climatico e vegetazionale.
L'Africa è delimitata a nord dal mar Mediterraneo, che la separa dall'Europa; a nordest il confine con l'Asia è in parte convenzionale, rappresentato dal confine israelo-egiziano (facendo così ricadere la penisola del Sinai nel continente africano) e dal mar Rosso. L'Africa si affaccia ad ovest sull'oceano Atlantico e ad est sull'oceano Indiano; lungo la costa meridionale, al capo Agulhas, si situa il confine convenzionale fra i due oceani.
Il continente africano raggiunge una estensione massima in senso trasversale, da ovest ad est, di circa 7.800 chilometri nella parte settentrionale, interessata dal deserto del Sahara, mentre la massima estensione longitudinale è di circa 7.300.
Considerando solo la massa continentale, i suoi punti estremi sono costituiti da:
- nord: capo Bianco, Tunisia (37°20′19″N 9°50′12″E);
- sud: capo Agulhas, Rep. Sudafricana (34°50′01″S 20°00′01″E);
- ovest: capo Verde, Senegal (14°44′27″N 17°31′48″W);
- est: capo Hafun, Somalia (10°26′37″N 51°24′54″E).

Prendendo in considerazione invece anche le isole, i punti estremi diventano:
- nord: Îles des Chiens, Tunisia (37°33′19″N 8°57′26″E);[1]
- sud: capo Agulhas, nella Rep. Sudafricana (34°50′01″S 20°00′01″E);
- ovest: isola di Santo Antão, capo Verde;
- est: isola di Rodrigues, Mauritius.

## Territorio

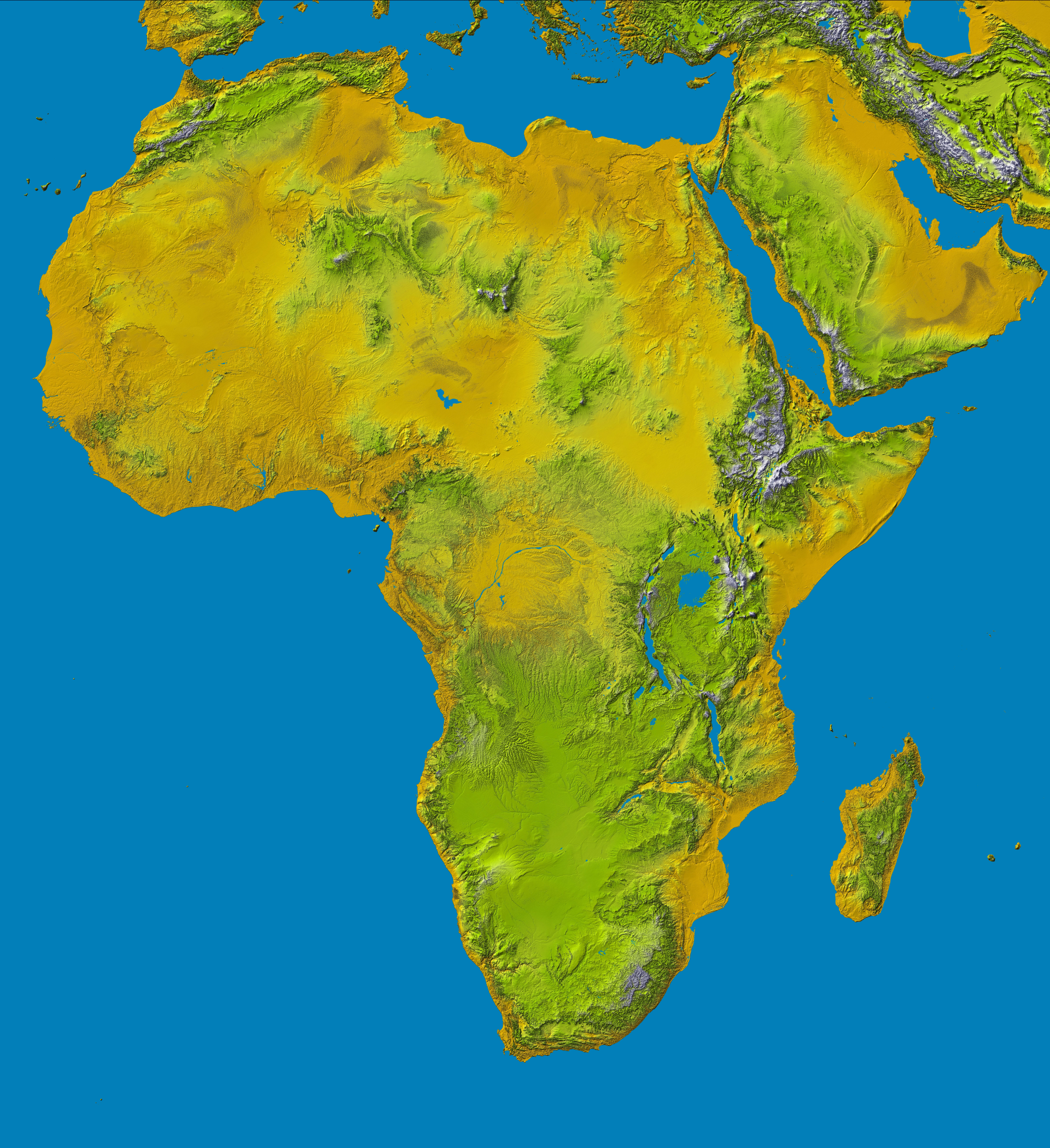
Carta topografica del continente africano; in verde le zone a quota elevata, in marrone le pianure. Si nota la prevalenza di spazi a bassa quota media nella gran parte dell'Africa occidentale e settentrionale, al contrario dell'Africa meridionale e orientale dove dominano le terre alte. Si identificano inoltre gli isolati massicci montuosi sahariani e la catena dell'Atlante, nel nordovest.

Il continente africano è interamente compreso nella porzione di crosta terrestre che prende il nome di placca africana, che si prolunga a nordest al di fuori dei confini geografici africani (segnati dal mar Rosso) ad includere l'intera penisola arabica. La maggior parte del suo territorio poggia su un antichissimo basamento cristallino, di epoca precambriana, che per la maggior parte della sua estensione non è stato interessato successivamente da fenomeni tettonici importanti. Questo basamento affiora ancora oggi su vaste sezioni del continente (a volte interessato da processi metamorfici) ma che per la maggior parte della sua estensione è stato sepolto da estese sedimentazioni sia di origine continentale che marina, dato che nel corso della sua storia geologica il territorio africano è stato più volte e in più parti interessato da periodiche trasgressioni e regressioni marine.
Gran parte dell'Africa è costituita da vasti altopiani tabulari posti ad una quota media di circa 750 metri, sovente rialzati ai margini, che precipitano in maniera improvvisa sulle sottostanti pianure con grandi scarpate e falesie. Le quote medie sono maggiori nella sezione meridionale e orientale del continente, che viene perciò detta "Africa alta", contrapposta all'Africa settentrionale e centro-occidentale che costituisce l'"Africa bassa".
A differenza degli altri continenti, l'Africa ha un profilo costiero di assoluta compattezza, dove non si individuano articolazioni di rilievo con la parziale eccezione della tozza penisola del Corno d'Africa. Un'altra caratteristica che la distingue dalla maggior parte dei continenti è la quasi totale mancanza di isole di dimensioni importanti, con l'unica eccezione del Madagascar; gli altri gruppi insulari (Capo Verde, Comore, Mascarene fra i maggiori) sono di dimensioni territoriali assolutamente trascurabili.

### Africa centro-settentrionale
La sezione centro-occidentale e settentrionale del continente africano (il Sahara, il Sahel, la vasta regione guineana, il bacino del Congo) è caratterizzata dall'assoluta prevalenza di vasti spazi pianeggianti o debolmente ondulati, aperti, posti ad una quota media relativamente bassa (intorno ai 300-400 metri). Dal punto di vista geologico il territorio è costituito dall'antico basamento cristallino precambriano, in molte parti coperto da sedimentazioni (soprattutto arenarie e calcari); si tratta di formazioni stabilizzatesi già in epoca mesozoica, che non hanno generalmente subito interventi di tipo tettonico.

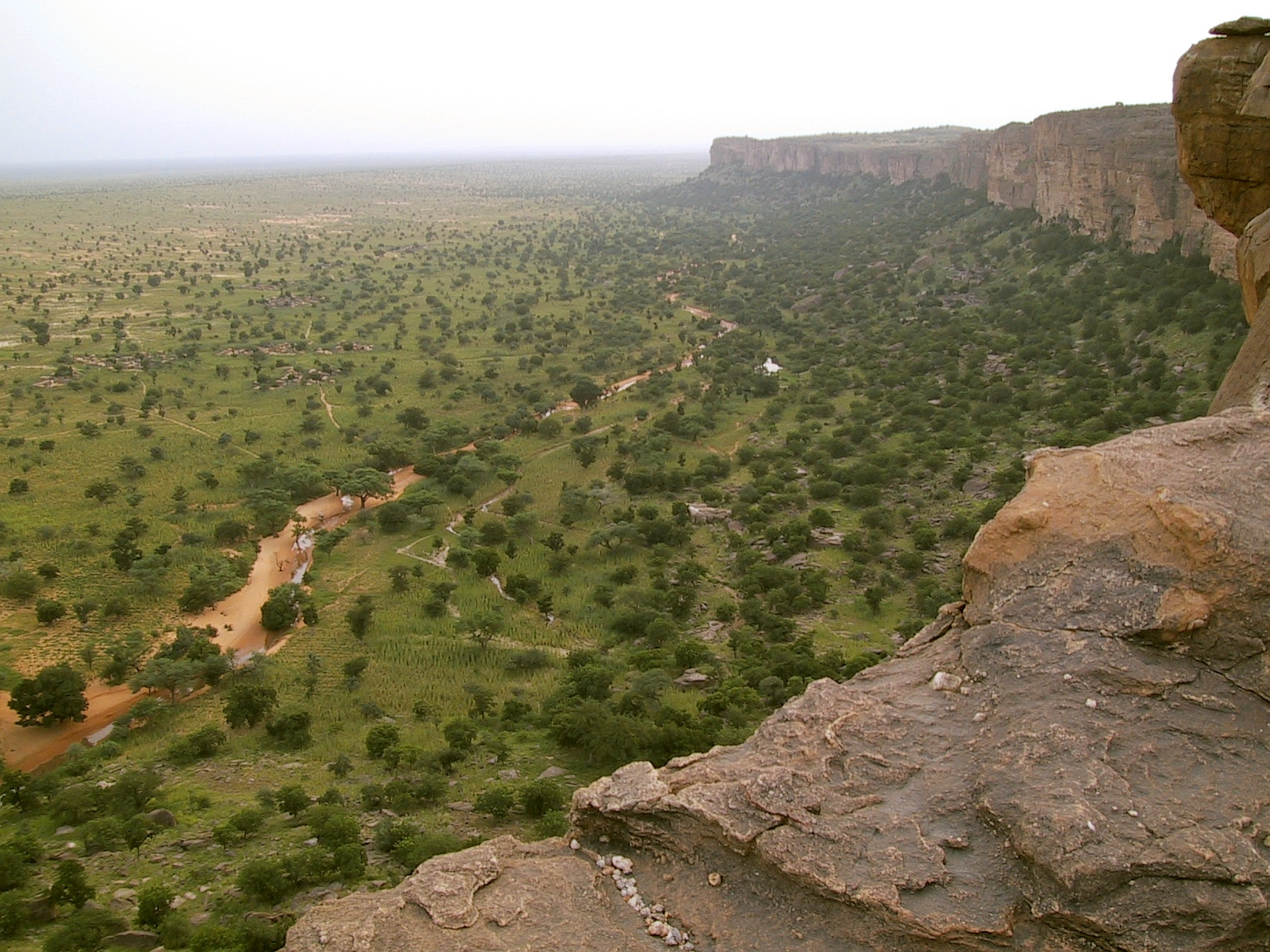
La falesia di Bandiagara, nel Mali, costituita da arenarie, che digrada su un'estensione di 150 km sulla pianura solcata dal fiume Niger.

Gli immensi spazi sahariani e saheliani sono contraddistinti dall'alternanza fra vasti altopiani tabulari e altrettanto ampie aree depresse, sulle quali gli altopiani digradano con profonde scarpate alte anche più di 100 metri (fra le più famose si ricorda la falesia di Bandiagara, nel Mali, i cui versanti sono sede di antichissimi insediamenti umani). Il paesaggio sahariano, sottoposto a millenni di quasi totale aridità, mostra prevalentemente i segni dell'erosione eolica, mentre in regioni più umide assumono importanza le forme derivanti dall'erosione idrica. Una caratteristica frequente, soprattutto nella zona saheliana e sudanese, è la presenza di inselberg, isolati rilievi rocciosi che emergono dalle coperture sedimentarie circostanti.
L'intero territorio dell'Africa centro-settentrionale è sede da vaste aree di subsidenza, con formazione di zone altimetricamente depresse spesso sede di estese sedimentazioni. Nella parte settentrionale (Sahel e Sahara) le maggiori sono il bacino del Ciad, il grande bacino sudanese-nigeriano e la depressione compresa fra la Cirenaica, il Deserto Libico e la costa mediterranea, che scendono, nella depressione di Qattara, fino a 132 metri sotto il livello medio dei mari rappresentando la depressione più profonda del continente.

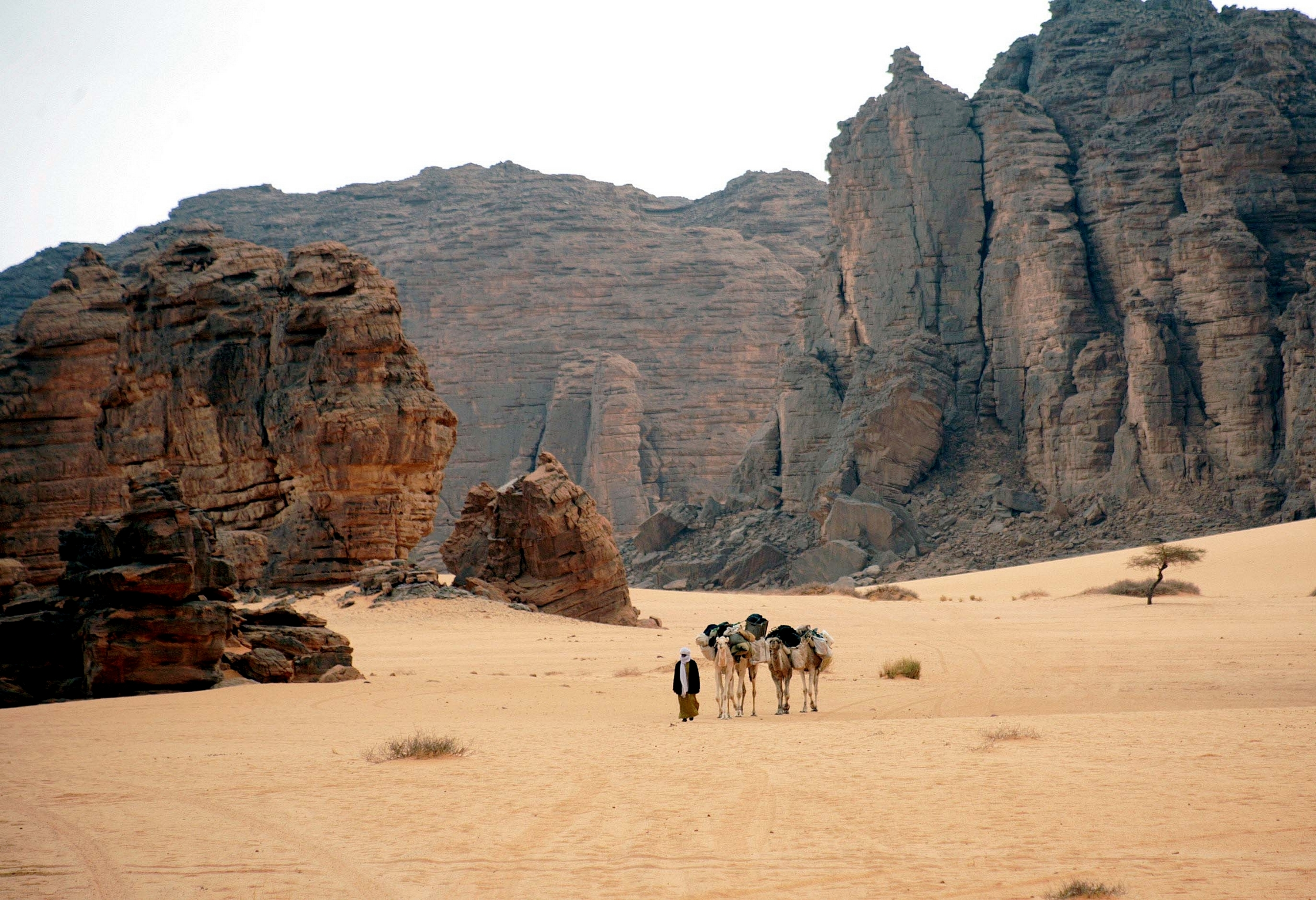
Paesaggio del Tassili-n-Ajjer.

I maggiori massicci montuosi dell'Africa settentrionale si trovano nella regione sahariana. L'Aïr, esteso per circa 84.000 km² nel nord del Niger, è un massiccio di origine vulcanica che culmina a poco più di 2.000 metri di quota; il Tibesti, anch'esso di lontana origine vulcanica, si estende per 100.000 km² nel Ciad settentrionale culmina alla quota di 3.445 metri con il monte Emi Koussi, che costituisce la maggiore elevazione del Sahara; l'Ahaggar, composto in prevalenza da metamorfiti, si estende nell'Algeria meridionale e culmina a 2.918 metri di quota; il massiccio dell'Ahaggar si allunga a nordest fino a saldarsi con la regione del Tassili-n-Ajjer, un vasto altopiano di arenaria (chiamato appunto tassili in berbero) vasto circa 72.000 km², mentre si salda a sudovest all'Adrar des Ifoghas, un altopiano granitico esteso su circa 150.000 km² nel Sahara maliano, con una quota media di circa 600 metri. Nella parte orientale del Sahara si eleva l'isolato massiccio dello Jebel Marra, che svetta a poco più di 3.000 metri; di origine vulcanica, ha avuto eruzioni ancora in tempi storici, dato che l'ultima risale a circa 3.500 anni fa. un altro importante massiccio montuoso sahariano è l'altopiano dell'Ennedi nel Ciad; all'estremità orientale del Sahara, infine, in territorio egiziano e sudanese, si eleva parallelamente alla costa del mar Rosso un'importante catena montuosa, culminante a oltre 2.000 metri (monte Oda, 2.259 m), la cui origine è da ricercarsi nei fenomeni tettonici che hanno accompagnato (e continuano ad accompagnare) l'apertura del mar Rosso, che costituisce geologicamente il tratto più settentrionale della Rift Valley e che accomuna maggiormente questa zona all'Africa orientale.

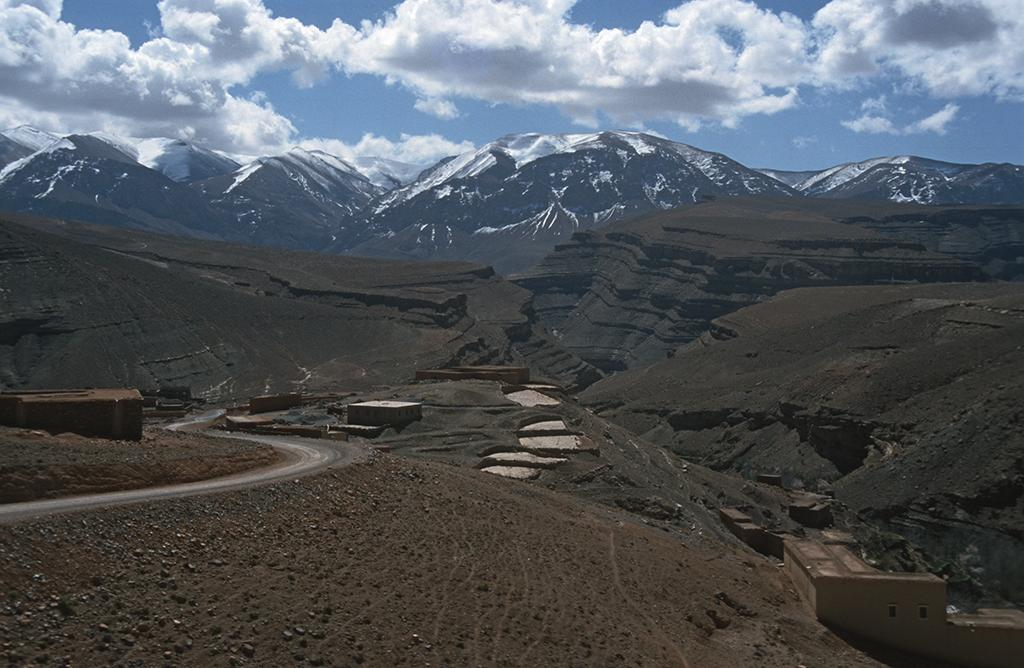
Le cime dell'Alto Atlante, in Marocco.

L'estrema regione nordoccidentale del continente (Marocco, Algeria e Tunisia) è stata interessata in tempi geologici piuttosto recenti (cenozoico) dall'orogenesi alpina, che ha provocato il sollevamento e il corrugamento di una vasta sezione di crosta originando la catena dell'Atlante, che rappresenta il prolungamento delle catene montuose della penisola iberica. Questa catena montuosa, che raggiunge quote notevoli (Toubkal, 4.165 metri), si allunga per 2.500 chilometri dalle coste atlantiche alla Tunisia, con una larghezza media di alcune centinaia di chilometri. Essa rappresenta una notevole barriera, che separa le regioni costiere dagli spazi sahariani e permette di individuare una regione mediterranea africana che i colonizzatori arabi (provenienti da est) videro come una sorta di "isola" (da essi chiamata Djazaira al Maghrib, isola dell'ovest) fra il mar Mediterraneo a nord e il "mare" del vuoto sahariano a sud.
Un'altra regione di alteterre occupa la regione costiera guineana, nel territorio di Guinea, Liberia e Sierra Leone, dove si allineano i sistemi montuosi del Fouta Djalon e dei monti Nimba; complessivamente poco elevati (culminano a quote inferiori ai 2.000 metri), costituiscono tuttavia un importantissimo nodo idrografico, dove hanno le loro origini i fiumi Senegal e Niger. Nella parte orientale della regione guineana, un sistema di faglie ha provocato importanti dislocamenti che hanno portato da un lato allo sprofondamento della parte di crosta che oggi costituisce il golfo di Guinea, e dall'altro all'elevazione dei massicci montuosi dell'Adamaoua e del vulcanico monte Camerun (estesi fra Camerun e Nigeria), che culmina ad oltre 4.000 metri di quota dominando la sottostante pianura costiera.
Il bacino del Congo, che occupa pressoché l'intera Africa centrale, è una vastissima regione di basse terre (cratone del Congo), ricoperta da estese e profonde coltri sedimentarie, drenata dal Congo e dai suoi numerosissimi affluenti. Il bassopiano è racchiuso da una serie di altopiani e catene montuose che ne segnano il confine con altri bacini idrografici. Il bassopiano congolese si salda a sud con gli altopiani dell'Africa australe, mentre ad est si connette ai sistemi di alteterre dell'Africa orientale con le catene dei monti Virunga e dei Mitumba, parte del sistema dell'altopiano dei laghi; a nord, una serie di bassi massicci montuosi lo separa dai bacini idrografici del Chari e dei fiumi dell'Africa occidentale.

### Africa orientale

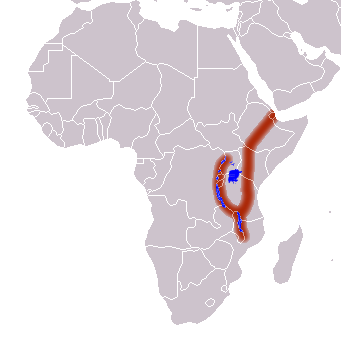
Il percorso della Great Rift Valley nell'Africa orientale.

L'Africa orientale è formata prevalentemente da altopiani e catene montuose, che ne fanno la regione mediamente più elevata del continente africano La caratteristica più rilevante del territorio dell'Africa orientale è la presenza della Great Rift Valley, un sistema di fosse tettoniche che si allunga per quasi 6.000 chilometri dal mar Rosso al lago Niassa (situato fra Malawi e Mozambico). La zona di rift è caratterizzata da dislocazioni verticali di porzioni di crosta, con affondamenti e sollevamenti che hanno portato alla formazione di profonde valli sovrastate da alte catene montuose.
Il mar Rosso costituisce la sezione settentrionale della zona di rift, il cui fondo è stato ricoperto dalle acque oceaniche; i versanti sono caratterizzati dalla presenza di catene montuose (culminanti a oltre 2 000 metri) che corrono parallele alla costa a breve distanza da essa, sia dalla parte africana (Egitto e Sudan) che dal lato arabo.
Il sistema di rift prosegue in territorio etiopico, originando profonde depressioni. A breve distanza dalle coste si apre la depressione della Dancalia, dal clima caldissimo e arido, che lungo le sponde del lago Assal scende ad una quota di 116 metri sotto il livello medio dei mari; verso sud la depressione (conosciuta in queste regioni come fossa dei Galla) divide in due sezioni (orientale e occidentale) la vasta regione di alteterre di origine vulcanica conosciuta come altopiano etiopico; questa profonda depressione è drenata dal fiume Auasc ed è sede, come spesso succede nella rift valley, di alcuni laghi. Ad oriente della fossa dei Galla l'altopiano etiopico digrada con regolarità verso le pianure costiere della Somalia, estese lungo le coste dell'oceano Indiano.

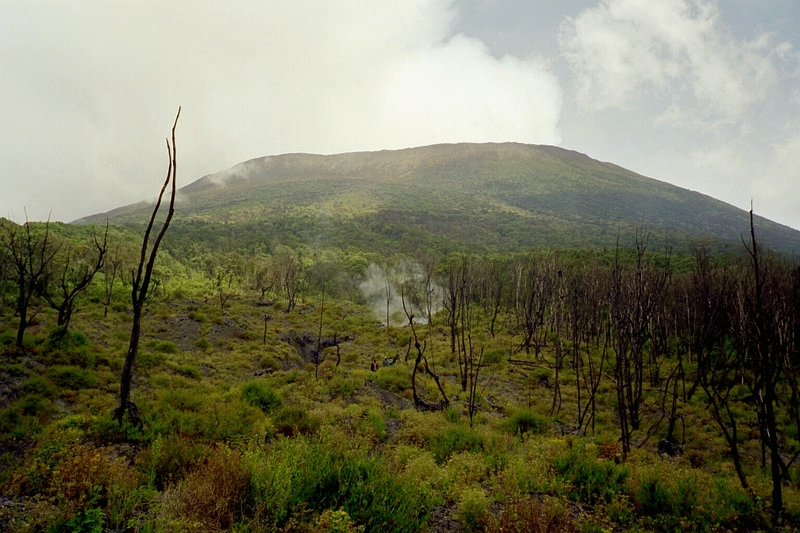
Il cono del Nyiragongo.

Procedendo verso sud, all'incirca a latitudini equatoriali, la Rift Valley si biforca in due sistemi di faglie principali (che si riuniscono più a sud, all'imboccatura del lago Niassa) il cui fondo è spesso occupato da laghi, che sono fra i più grandi e profondi della Terra; fra i due sistemi di faglie si allarga un'ampia zona di subsidenza occupata dal bacino del lago Vittoria. Il braccio orientale del rift si allunga verso sud attraversando il Kenya e la Tanzania centrale terminando ai confini tra Mozambico e Malawi in corrispondenza del lago Niassa, molto profondo e cinto da importanti catene montuose (monti Livingstone, massiccio del monte Mulanje). Il ramo occidentale si allunga invece sui territori di Uganda, Ruanda, Burundi, Repubblica Democratica del Congo, Tanzania e Zambia formando numerose catene montuose fra cui le maggiori sono i monti Virunga, il massiccio del Ruwenzori (che a differenza della maggior parte dei rilievi estafricani non ha origine vulcanica) e la importante catena dei Mitumba, che digrada ad ovest sul bassopiano del Congo. Lungo il percorso della fossa tettonica si trovano numerosi ed importanti laghi, il maggiore dei quali è il Tanganica.
I movimenti tettonici associati alla presenza della Rift Valley sono stati accompagnati, e in una certa misura lo sono ancora adesso, da importanti fenomeni di vulcanismo. I coni vulcanici ancora attivi sono numerosi: fra i principali sono il monte Kenya, nel centro dell'omonimo Stato, il Nyiragongo e il Nyamuragira nella catena dei Virunga (il Nyiragongo è in particolare un vulcano pressoché unico al mondo dato che il fondo del suo cratere è occupato quasi ininterrottamente da un lago di lava), l'Ol Doinyo Lengai, in Tanzania, caratteristico dal momento che emette lave chiarissime ricche di carbonato di sodio. Di origine vulcanica è anche il massiccio del Kilimanjaro, che con 5 892 metri rappresenta la cima più alta del continente. Questa attività vulcanica è all'origine delle ampie coperture effusive che interessano estese regioni in una fascia di territorio che va dall'Eritrea al Kenya occidentale.

### Africa australe

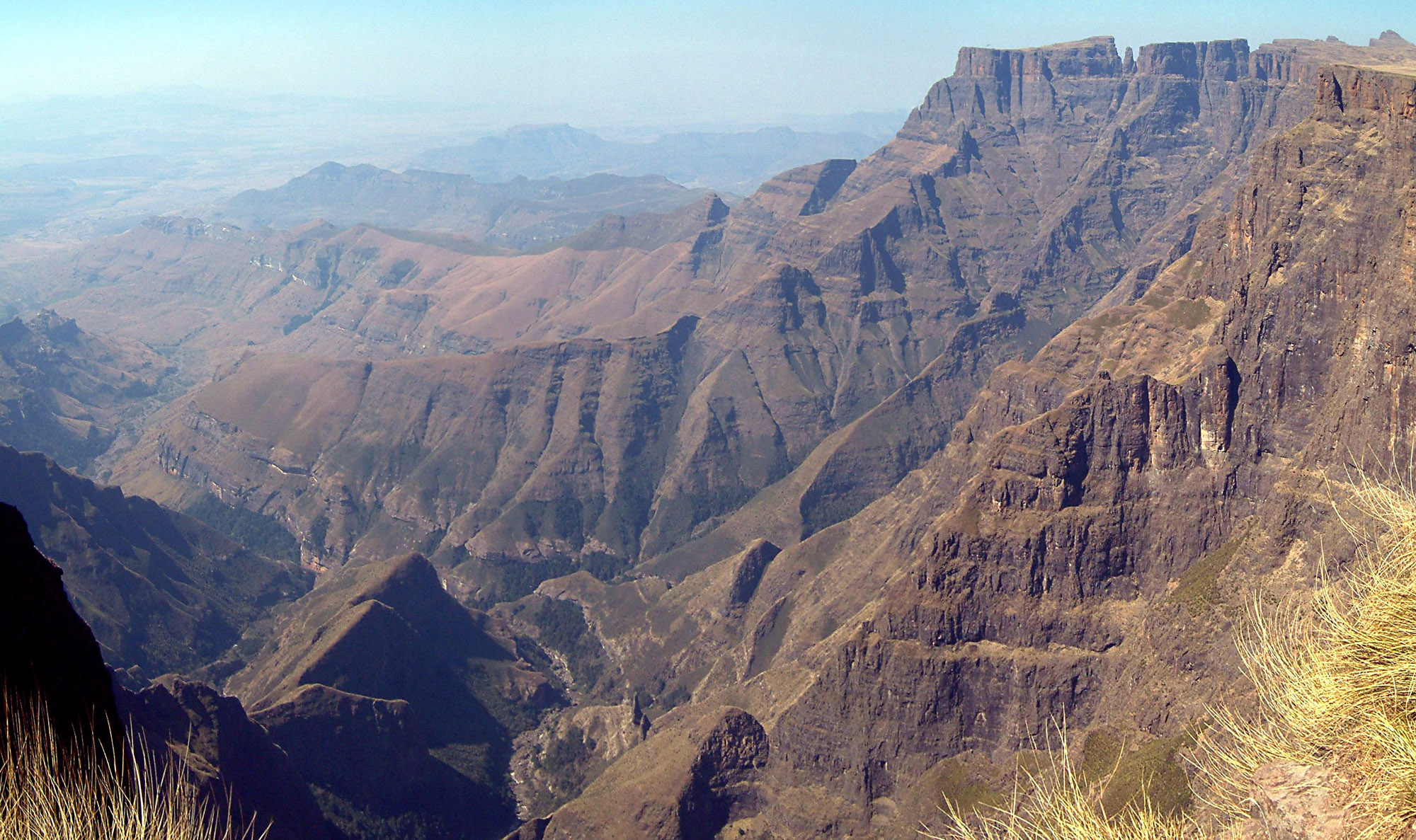
I monti dei Draghi, in Sudafrica.

L'Africa australe, ossia grosso modo la parte di continente estesa a sud dell'Equatore, è formata per la gran parte da un immenso altopiano tabulare costituito da un antichissimo zoccolo cristallino (di epoca archeozoica), metamorfosato e ricoperto in numerosi punti da sedimentazioni di età variabile (precambriano, paleozoico, mesozoico) sia di origine marina che continentale, in molti casi di elevato interesse economico perché sedi di giacimenti minerari (carbone, minerali metallici). L'altopiano è inciso da profonde valli fluviali, scavate dai maggiori fiumi (Zambesi, Limpopo, Orange), che in molti casi si aprono la via all'esterno dell'altopiano superando le scarpate esterne con grandi cascate e rapide. Come già detto, la quota media dell'Africa australe è maggiore che nella parte centro-settentrionale del continente: buona parte dell'altopiano si trova a quote maggiori di 1 000 metri, scendendo sotto questa quota solo nelle valli dei maggiori fiumi e in alcuni bacini particolarmente depressi come quello del Kalahari in Botswana.
I margini esterni dell'altopiano sono generalmente rilevati e digradano con grandi scarpate sulle pianure costiere sottostanti, formate da sedimenti recenti alluvionali o marini e larghe generalmente poche decine di chilometri tranne che nel territorio del Mozambico, dove si allargano maggiormente. I rilievi marginali dell'altopiano possono raggiungere anche quote elevate, come la catena montuosa dei monti dei Draghi, nell'estremo sudest, che sfiorano i 3 500 metri di quota; questa catena montuosa è interessata inoltre da importanti fenomeni vulcanici che sono all'origine della presenza di ampie coperture di rocce effusive.

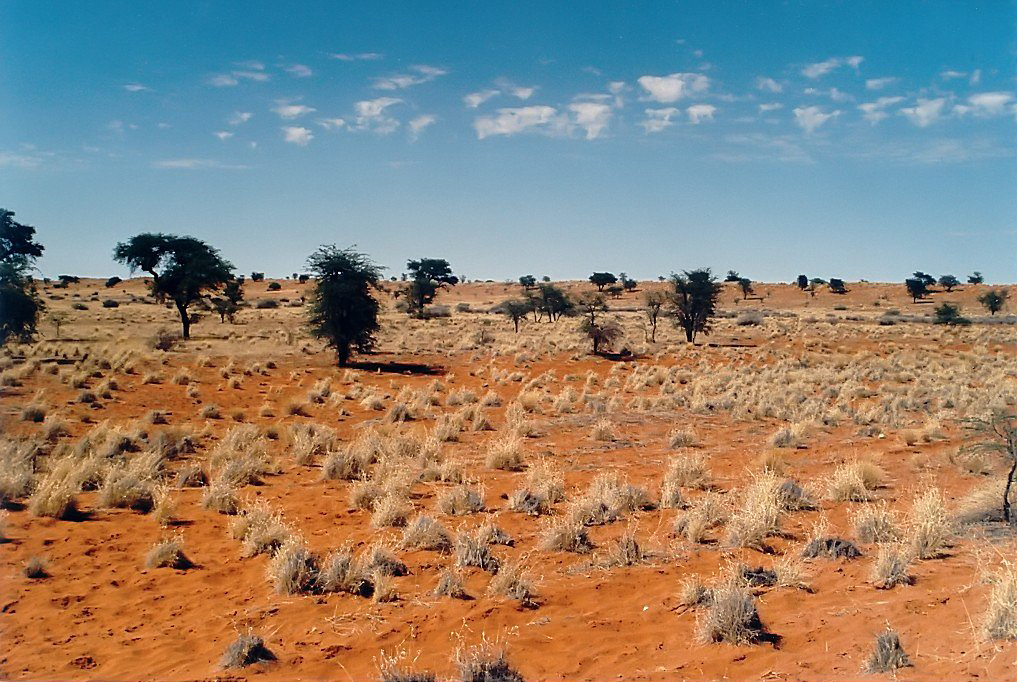
Paesaggio nel Kalahari, in Namibia.

Nella sezione settentrionale l'altopiano digrada, sempre attraverso grandi scarpate, sul bacino del Congo, mentre ad est (in territorio zambiano e mozambicano) confina con la regione della Rift Valley con un limite netto, marcato dalle fratture che delimitano il bacino del lago Niassa. Nella zona più interna dell'altopiano (corrispondente grosso modo al territorio del Botswana) si allarga una vasta area di subsidenza, posta ad una quota media molto inferiore, costituita per la maggior parte da terreni relativamente recenti (di età mesozoica o cenozoica), originati da sedimentazione da un antico mare interno.
La grande isola del Madagascar viene inclusa nell'Africa meridionale solo geograficamente, dal momento che dal punto di vista sia floristico e faunistico che antropologico si differenzia in maniera molto netta dal resto del continente. Dal punto di vista geologico il Madagascar costituisce parte integrante del vasto basamento cristallino africano. Il suo territorio è costituito da una serie di catene montuose, sia di origine vulcanica che intrusiva, che declinano bruscamente ad est e molto più dolcemente ad ovest, creando una notevole dissimmetria fra i due versanti.

## Idrografia

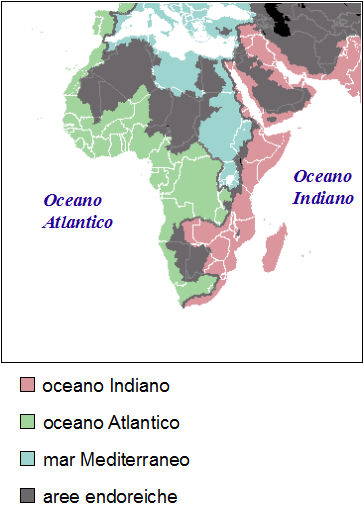
Bacini idrografici del continente africano.

L'idrografia del continente africano è caratterizzata dalla presenza di alcuni fra i maggiori bacini idrografici del mondo, come superficie e portata complessiva di acqua, e di altrettanto rilevanti aree areiche, dove cioè non si ha scorrimento superficiale di acqua.
Buona parte del territorio è infatti costituita da vastissime estensioni tabulari, non interrotte al loro interno da catene montuose, che tributano le acque a pochi grandissimi sistemi fluviali (Congo, Niger, Nilo, Zambesi); i fiumi che li drenano nascono dalle catene montuose marginali che delimitano il bacino e scorrono per migliaia di chilometri ricevendo centinaia di affluenti e, a volte, aprendosi la strada verso l'oceano attraverso le catene montuose costiere. In alcune aree gli altopiani si abbassano in maniera brusca, formando gradoni che i fiumi superano con cascate (come le celeberrime Cascate Vittoria, nell'Africa meridionale) che rendono problematica o impossibile la navigazione; in altre, la topografia dei bacini è talmente piatta che i fiumi rallentano il loro corso formando vaste zone paludose (come nel caso del Niger, che nel suo medio corso dà origine a paludi talmente vaste da meritarsi la denominazione di "delta interno"). In alcune zone, i rilievi che separano i diversi bacini sono così blandi che le linee spartiacque non sono ben definite; si creano allora situazioni di "intercomunicazione" tra diversi bacini idrografici o di "cattura" di porzioni di territorio comprese in un bacino da parte di un altro, come ad esempio nel caso dei fiumi Benue e Logone, nella parte settentrionale del Camerun. Gli altopiani interni sono chiusi verso l'esterno da catene montuose situate vicino alle coste, dalle quali discendono numerosi fiumi più brevi con bacini idrografici di dimensioni minori.
La vastità territoriale dell'Africa fa sì che alcuni bacini idrografici siano endoreici, vale a dire privi di sbocchi al mare. I fiumi che li drenano sfociano in bacini interni, la cui superficie risulta dall'equilibrio tra gli apporti dei tributari e l'evaporazione ed è perciò soggetta a notevoli variazioni nel tempo, sia stagionalmente (seguendo il normale ciclo di stagioni secche e umide dei climi tropicali) che su periodi più lunghi, ad esempio in risposta ai cicli pluridecennali. Un buon esempio di questo tipo di idrografia è quello del lago Ciad, alimentato da alcuni tributari dei quali il maggiore è il Chari; un altro rilevantissimo bacino endoreico è quello dell'Okavango, che scorre per circa 1.600 chilometri nell'Africa australe esaurendosi nella regione delle paludi dell'Okavango. Dal punto di vista topografico anche il Sahara centro-occidentale costituisce un vastissimo bacino endoreico; a causa dell'estrema aridità climatica, tuttavia, non si ha praticamente mai scorrimento d'acqua nei letti dei fiumi, che sono essenzialmente residui di epoche a clima più umido.

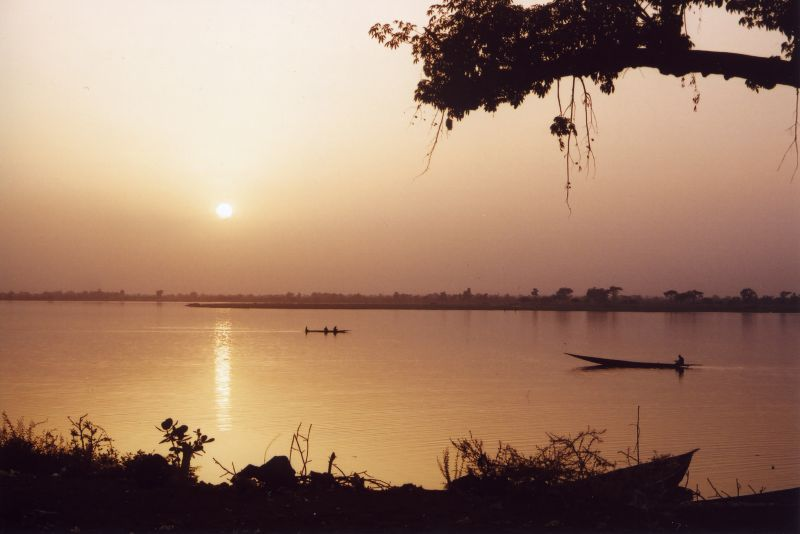
Il Niger presso Ségou, nel Mali.

Il regime dei fiumi africani dipende in assoluta prevalenza dall'andamento delle piogge, essendo decisamente trascurabili gli apporti glaciali e nivali. I fiumi della zona equatoriale sono perciò quelli con le portate più regolari nel corso dell'anno, dal momento che i loro bacini idrografici si stendono in zone con brevi o inesistenti stagioni secche; marcate oscillazioni di portata annuale caratterizzano invece i fiumi delle regioni tropicali e mediterranee, dove le precipitazioni sono generalmente di minore entità e concentrate in una o due stagioni piovose. In molte aree semiaride ai confini con i deserti tropicali, manca addirittura lo scorrimento idrico superficiale durante le stagioni secche. Accentuandosi l'aridità, procedendo verso le zone dei deserti (Sahara, Kalahari, Namib, bassopiano etiopico-somalo), scompaiono le stagioni piovose che caratterizzano il clima della savana: sono le zone areiche, che in Africa occupano enormi estensioni coincidenti con le fasce dei deserti tropicali. Qui non si ha scorrimento d'acqua superficiale, tranne che in occasione delle rare piogge che riempiono i letti dei fiumi per brevissimi periodi, spesso poche ore; in queste aree le uniche risorse idriche disponibili sono occasionali falde acquifere molto profonde, alimentate da precipitazioni che cadono nelle zone semiaride ai confini dei deserti scorrendo sotto la superficie, oppure falde fossili, non più alimentate, createsi in tempi in cui le precipitazioni erano maggiori e conservatesi a grandi profondità.

### Fiumi

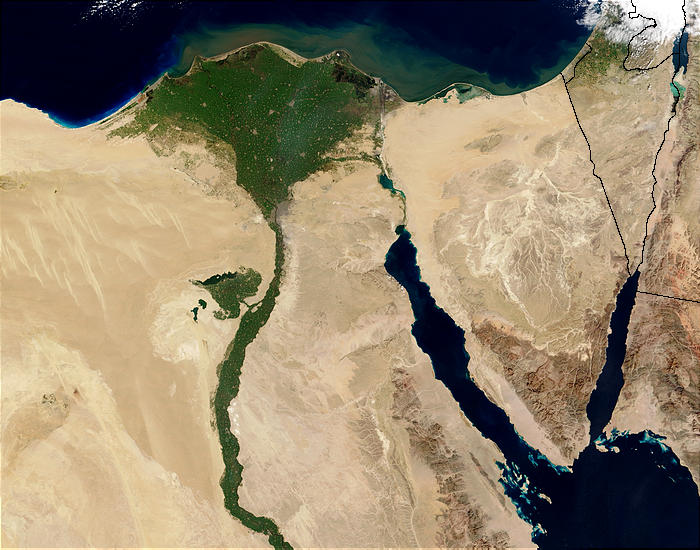
La verdeggiante valle del Nilo dal satellite.

I maggiori bacini idrografici africani (tutti con una superficie superiore al milione di chilometri quadrati) si aprono verso l'oceano Atlantico, mentre di minore importanza sono quelli tributari dell'oceano Indiano; l'Africa mediterranea non ha fiumi di rilievo, con l'unica rilevantissima eccezione del Nilo, che attinge però le sue acque alle regioni equatoriali.

#### Versante mediterraneo
Fra i fiumi del versante mediterraneo ha un'importanza assoluta il Nilo. Questo fiume ha origine nell'Africa equatoriale dalla confluenza di tre distinti rami sorgentizi: il Nilo Azzurro e l'Atbara, che drenano le acque dell'acrocoro etiopico, e il Nilo Bianco, che esce dalla zona dei Grandi Laghi, emissario dei laghi Vittoria e Alberto. Il fiume percorre inizialmente le alteterre dell'Africa orientale, entrando poi nelle basse terre in territorio sud-sudanese; percorre il Sahara sudanese ed egiziano, con un corso ricco di meandri, sfociando poi con un ampio delta nel mar Mediterraneo orientale, dopo un corso di 6.650 chilometri (considerati a partire dalle sorgenti del più remoto fra i rami sorgentizi, il Kagera) che ne fa il fiume più lungo del mondo. Il suo bacino, che si estende dalle regioni equatoriali africane al Mediterraneo, passando per il deserto del Sahara, è altresì fra i maggiori del pianeta Terra, con circa 3,3 milioni di chilometri quadri. Il Nilo, con le sue periodiche inondazioni, consente da millenni la vita nelle altrimenti inospitali regioni sahariane orientali; in Egitto, le sue sponde registrano un'elevatissima densità di popolazione, fra le maggiori del mondo.

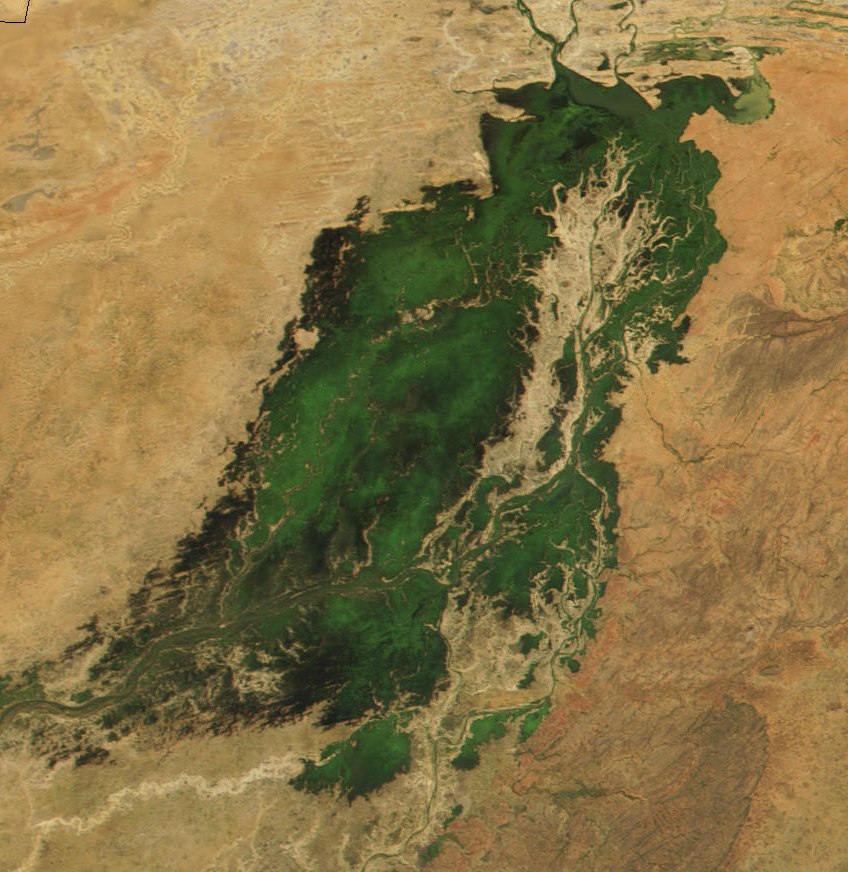
Il "delta interno" del Niger dal satellite.

Gli altri fiumi nordafricani tributari del Mediterraneo non raggiungono dimensioni di rilievo, sostanzialmente a causa dell'estrema aridità del clima, che fa sì che la maggior parte del territorio non abbia di fatto uno scorrimento superficiale di acque; un altro fattore che concorre a questa scarsità di corsi d'acqua è la vicinanza dello spartiacque alla linea di costa, in corrispondenza delle catene montuose dell'Atlante.

#### Versante atlantico
Il Niger è il maggior fiume dell'Africa occidentale, con una lunghezza di quasi 4.200 chilometri e un bacino idrografico di circa 1,9 milioni di chilometri quadrati diviso fra sette stati. Ha origine dalla catena montuosa del Fouta-Djalon, in territorio guineano; attraversa poi con direzione nord-orientale una regione savanica compresa nel territorio del Mali, entrando poi in una vasta zona depressa dove origina vaste paludi, laghi e piane alluvionali conosciute come "delta interno del Niger", dove viene assorbito il 60% della sua portata d'acqua. Uscito da questa zona deltizia interna, dirige il suo corso verso sudest attraversando Niger, Benin e Nigeria, sfociando nel golfo di Guinea con ampio delta (36.000 km²) in una zona ricca di giacimenti petroliferi.

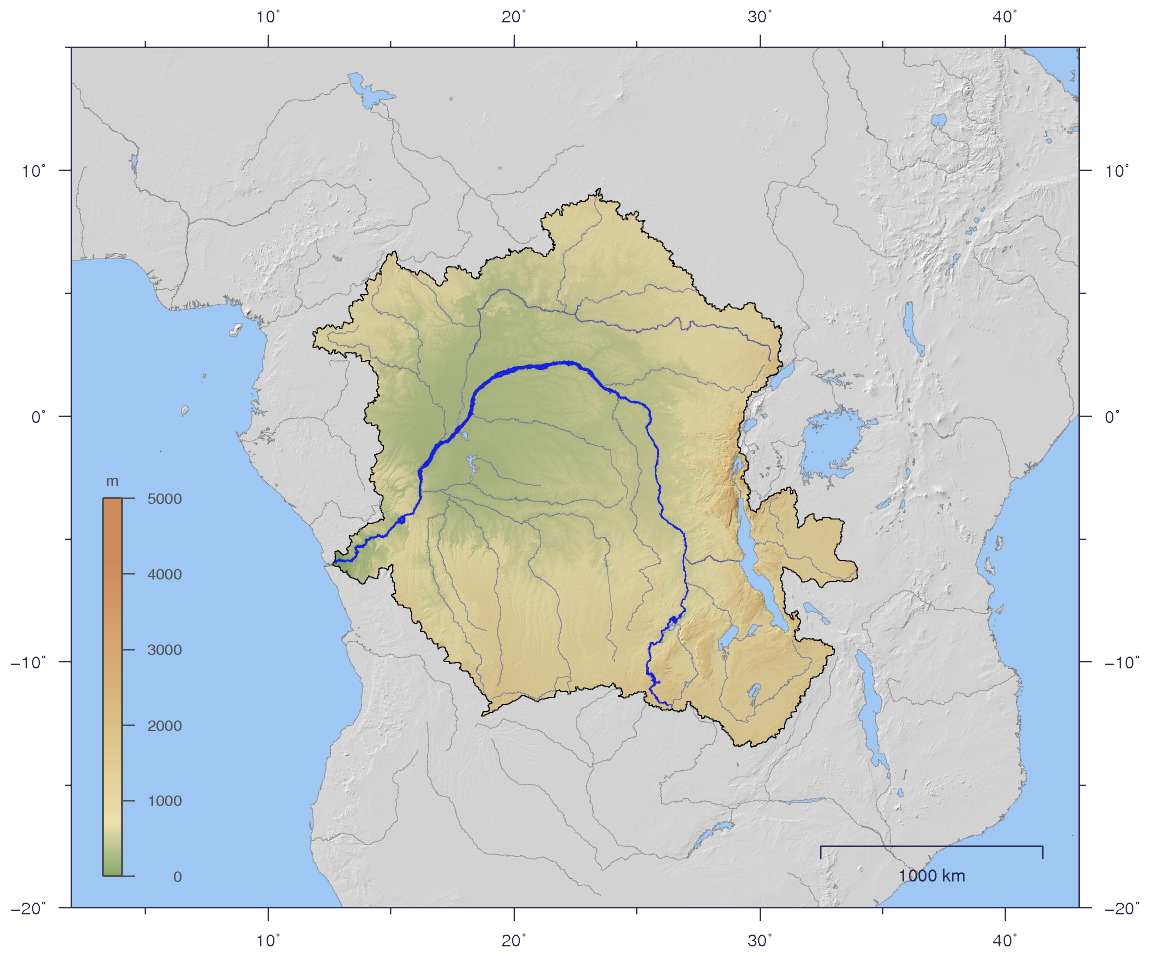
Il bacino del Congo.

Il Congo scorre per 4.200 chilometri nell'Africa centrale, drenando un vasto bacino imbrifero esteso per 3,7 milioni di chilometri quadrati (il maggiore dell'Africa), per la maggior parte in zone di modesta elevazione media e con un clima prevalentemente equatoriale che favorisce la crescita di una lussureggiante foresta pluviale o, nelle zone meno umide, di una savana arborata. Nasce con il nome di Lualaba dai versanti settentrionali dell'altopiano del Katanga, parte del grande altopiano che costituisce l'ossatura dell'Africa meridionale, nelle regioni di confine fra lo Zambia e la Repubblica Democratica del Congo; scorre in una vasta regione di pianure o modesti rilievi, descrivendo un ampio arco toccando l'Equatore prima di sfociare nell'Atlantico con un ampio estuario non molti chilometri a valle delle città di Kinshasa e Brazzaville, capitali di due Stati che prendono entrambi il nome dal fiume. Il Congo, a causa dell'abbondanza delle precipitazioni in tutto il suo bacino, è ricchissimo di acque; la portata media annuale a Kinshasa, a 480 km dalla foce, è di quasi 40.000 m³/s, che equivalgono a circa 1.250 chilometri cubi all'anno.
Tributari dell'oceano Atlantico sono due fiumi dell'Africa occidentale, entrambi molto importanti a livello regionale: il Senegal e il Volta. Il primo nasce in Guinea, descrivendo successivamente un ampio arco in direzione nordoccidentale (segnando una sorta di confine naturale fra la regione sahariana e la regione delle savane), fino a sfociare dopo circa 1.600 chilometri nell'oceano Atlantico in territorio senegalese. Il secondo nasce dalla confluenza di due rami sorgentizi (Volta Nero e Volta Bianco) in territorio ghanese, scorre verso sud dando origine al lago Volta (il maggiore lago artificiale del mondo) e sfocia nel golfo di Guinea dopo un percorso di circa 1.500 chilometri (contando il più lungo dei suoi rami sorgentizi), durante il quale forma (in seguito alla costruzione della diga di Akosombo) il più vasto bacino artificiale del mondo, il lago Volta.

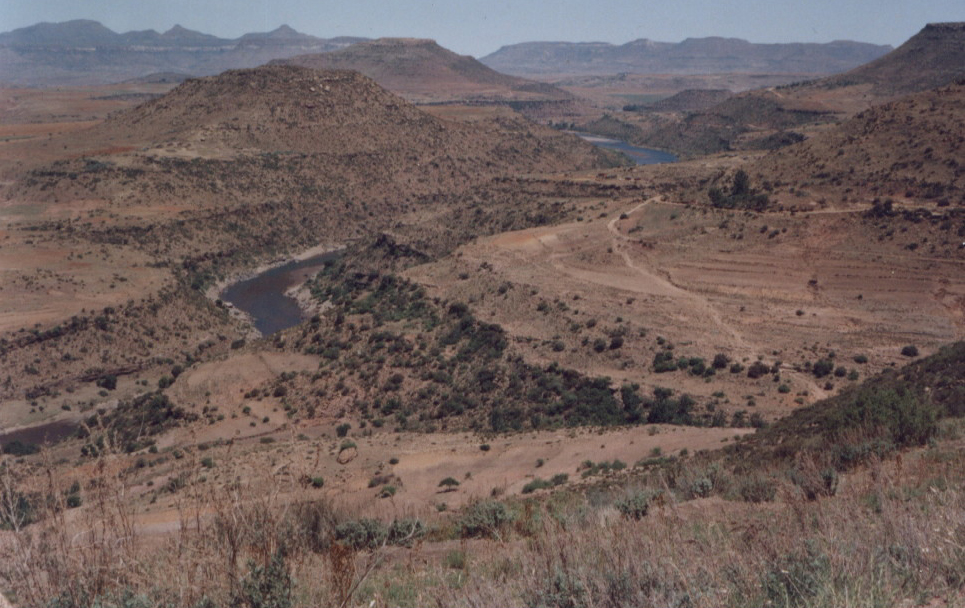
L'alta valle del fiume Orange, in Lesotho.

Nella parte centrale del continente i fiumi maggiori sono tributari del Congo, e al di fuori del suo bacino non esistono fiumi di grande rilievo. Fra i maggiori sono l'Ogooué, che attraversa il territorio gabonese, e il Sanaga, asse idrografico del Camerun centro-meridionale; più a sud, in territorio angolano, i principali corsi d'acqua che drenano il versante occidentale dell'altopiano sono il Cuanza e il Cunene, entrambi originantisi nell'altopiano del Bié.
Infine, nell'Africa meridionale, riveste una notevole importanza l'Orange, che con una lunghezza di 2.200 km e un bacino idrografico di quasi 1 milione di chilometri quadrati è, dopo lo Zambesi, il maggior corso d'acqua della regione; nasce dai monti dei Draghi, a breve distanza dalla costa dell'oceano Indiano, e taglia longitudinalmente quasi l'intera sezione dell'Africa meridionale attraversando gli aridi altopiani della provincia del Capo, in Sudafrica, e successivamente l'ancor più arido deserto del Namib, sfociando successivamente nell'oceano Atlantico al confine fra Namibia e Sudafrica.

#### Versante indiano

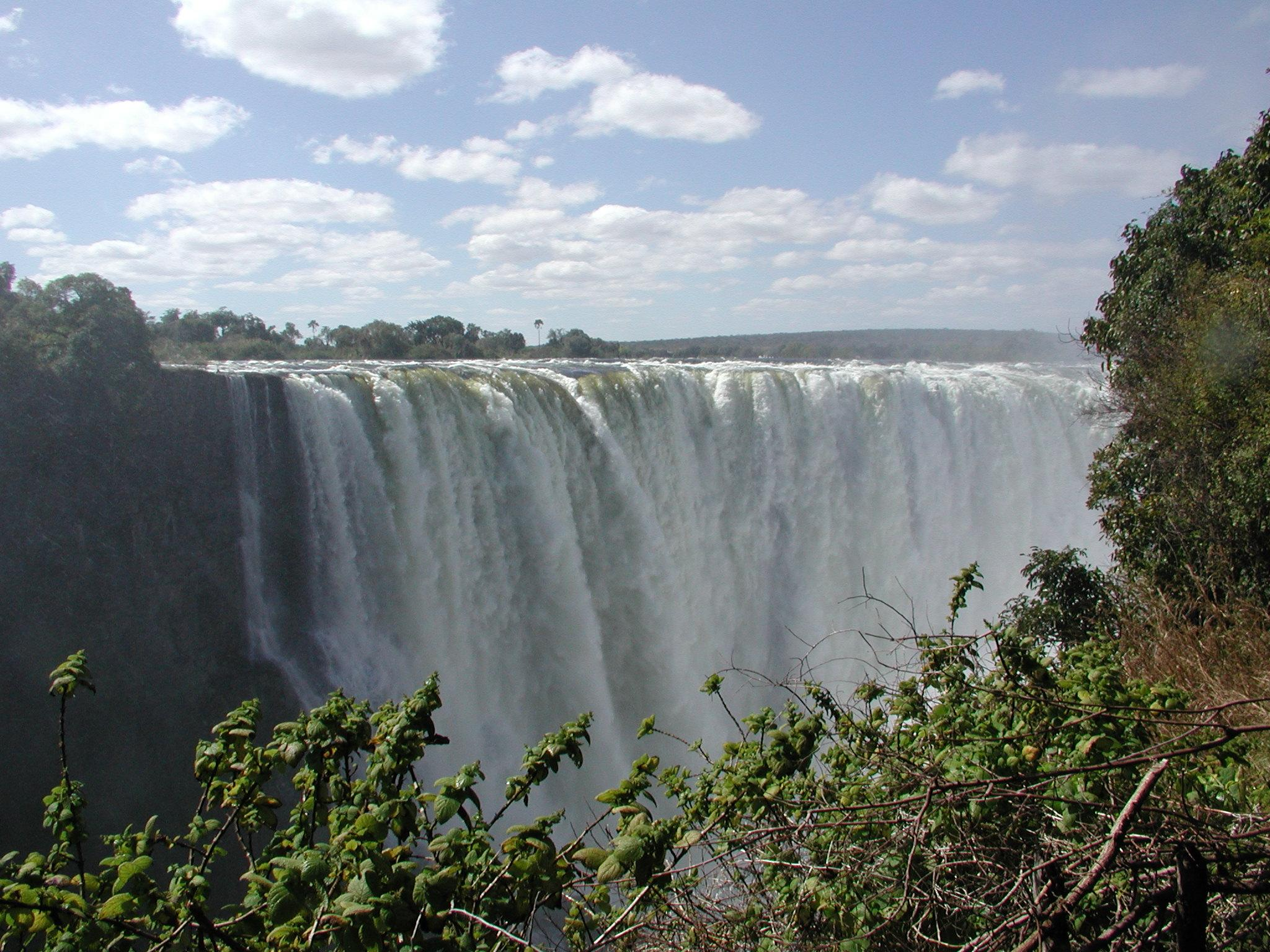
Le cascate Vittoria, lungo il corso dello Zambesi.

Lo Zambesi, con una lunghezza di quasi 3.000 km e un bacino imbrifero di circa 1,3 milioni di chilometri quadrati, è il maggior fiume africano del versante indiano. Ha origine da una vasta area umida e paludosa all'incrocio dei confini di Angola, Zambia e Repubblica Democratica del Congo e scorre inizialmente in direzione sud tagliando a metà l'altopiano dello Zambia occidentale, volgendo successivamente il suo corso a est-sudest. Nei pressi della città di Livingstone, al confine fra Zambia e zimbabwe, lo Zambesi supera i ripidi gradoni dell'altopiano formando le imponenti cascate Vittoria, con le quali il fiume supera un dislivello di oltre 100 metri. A valle delle cascate Vittoria il fiume entra nel suo medio corso, nel quale forma i due vastissimi bacini artificiali di Kariba e Cabora Bassa; passato quest'ultimo sbarramento lo Zambesi entra nel suo basso corso, percorrendo una vasta pianura alluvionale, con un corso ricco di meandri e bracci morti, fino alla sua foce nell'oceano Indiano.
Nell'Africa orientale assume particolare importanza il sistema fluviale formato dai fiumi Giuba (1.658 km) e Uebi Scebeli (1.820 km), i maggior corsi d'acqua della regione. Entrambi nascono dalla parte orientale dell'altopiano etiopico, scorrendo poi verso l'oceano Indiano attraversando una regione prevalentemente pianeggiante, dal clima molto caldo e piuttosto arido che fa sì che la portata d'acqua dei due fiumi resti mediamente molto bassa; lo Uebi Scebeli, negli anni normali, si esaurisce in un bacino paludoso interno, mentre in alcuni periodi, in occasione di piogge particolarmente abbondanti nel suo alto bacino, prosegue la sua corsa fino ad unirsi al Giuba a breve distanza dalla costa dell'oceano Indiano, in territorio somalo.

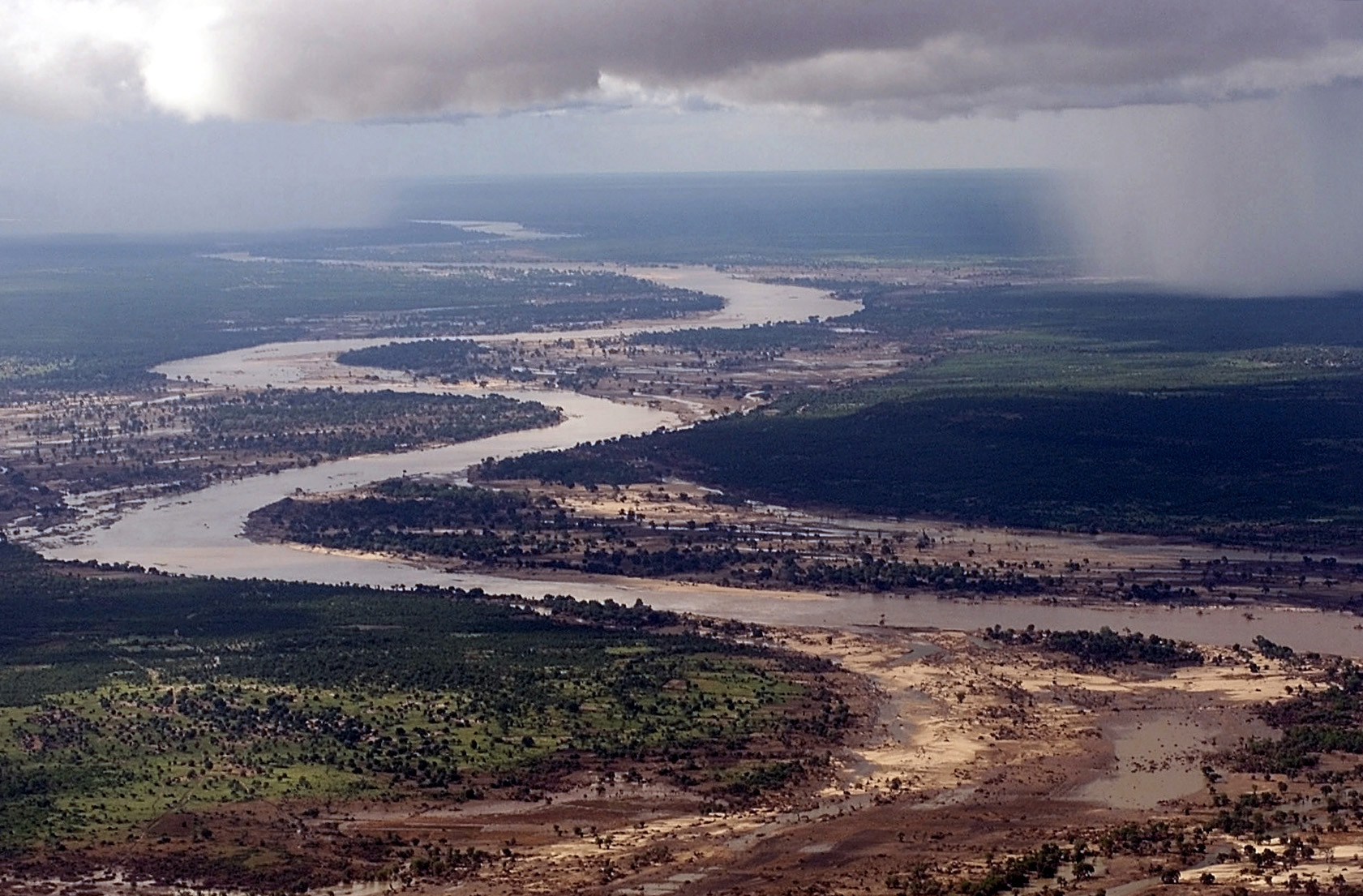
Il corso del Limpopo nella pianura del Mozambico, dopo una serie di eventi alluvionali (marzo 2000).

Il Limpopo è un altro importante fiume del versante indiano, che scorre nell'Africa meridionale per una lunghezza di circa 1.800 chilometri e con un bacino imbrifero di circa 1.100.000 chilometri quadrati. Si origina dalla confluenza di alcuni bracci sorgentizi, che attingono le loro acque dall'altopiano del Transvaal e dalla dorsale montuosa del Witwatersrand, e descrive poi un amplissimo arco a cavallo del Tropico del Capricorno, sfociando poi nell'oceano Indiano in territorio mozambicano presso la città di Xai-Xai. Il fiume segna per lunghi tratti il confine fra la Sudafrica e il Botswana e per intero il confine Sudafrica-Zimbabwe.
Le ampie pianure alluvionali di Kenya, Tanzania e Mozambico sono percorse da numerosi corsi d'acqua che drenano i versanti orientali delle grandi catene montuose che delimitano la Rift Valley. Sono generalmente di dimensioni limitate, sia come lunghezza che come ampiezza del bacino idrografico; i maggiori sono il Tana, che nasce dalle montagne a nord di Nairobi e attraversa le basse terre del Kenya orientale; il Rufiji, che scorre in Tanzania; il Ruvuma, che nasce dai rilievi che bordano il lago Niassa e scorre verso est segnando il confine fra Tanzania e Mozambico; il Save, che nasce nello Zimbabwe e attraversa successivamente la pianura costiera mozambicana.

#### Aree endoreiche e areiche

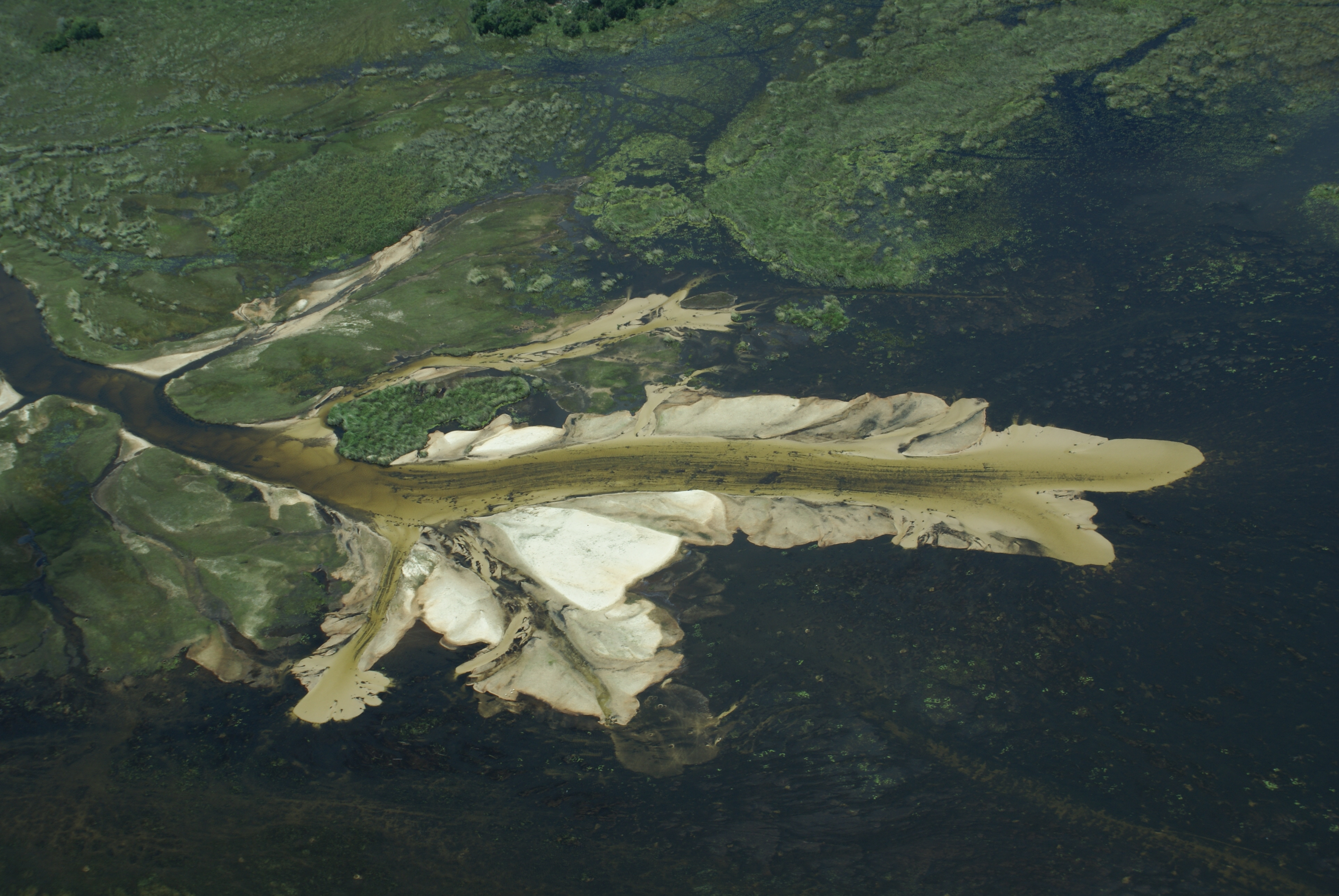
Vista aerea di un braccio del delta dell'Okavango (con il suo carico di sedimenti), in Botswana, all'interno di uno dei più vasti bacini endoreici africani.

L'Okavango (1.600 km) è l'asse idrografico di un esteso (circa 530.000 km²) bacino endoreico, esteso nell'Africa meridionale sul territorio di Namibia, Angola e Botswana; scorre per circa 1.600 chilometri in regioni semiaride, esaurendosi poi, in una moltitudine di bracci distributari diversi, in una vastissima area depressa e paludosa conosciuta come delta dell'Okavango.
Il secondo grande bacino endoreico africano è quello del lago Ciad, il cui maggior tributario è il Chari, che attinge le sue acque dagli altopiani della Repubblica Centrafricana, anche attraverso i suoi affluenti Logone e Ouham scorrendo successivamente nel Ciad meridionale bagnando, tra le altre città, la sua capitale N'Djamena. Un altro tributario è il Bahr el-Ghazal, omonimo del più famoso fiume affluente del Nilo, che tuttavia non ha il carattere di corso d'acqua permanente dal momento che si dissecca completamente durante la lunga stagione secca.
Un'altra vasta zona endoreica è compresa nelle alteterre dell'Africa orientale, estesa in prevalenza in territorio etiopico; i fiumi maggiormente rilevanti, per lunghezza e ampiezza di area drenata, sono l'Auasc e l'Omo. Il primo, lungo circa 1.200 chilometri, ha origine nella parte centrale dell'altopiano etiopico e corre verso nordest, entrando nella pianura della Dancalia esaurendosi nel lago Abbé, un bacino salato posto al confine fra Etiopia e Gibuti. Il secondo attraversa invece la sezione sudorientale dell'altopiano e sfocia nel lago Turkana al confine fra Etiopia e Kenya.
Dal punto di vista topografico anche la maggior parte della vasta regione sahariana è una regione endoreica, anche se data l'aridità non si ha quasi mai scorrimento di acqua (zone areiche) e i letti fluviali sono relitti di epoche più umide. La sezione centrale e quella nordoccidentale del grande deserto sono tributarie del bacino del lago Ciad, al quale sono diretti gli uidian (letti fluviali relitti) che scendono dai massicci montuosi del Niger orientale e del Ciad e quelli provenienti dai massicci dell'Hoggar e del Tassili n'Ajjer, fra i quali il maggiore è l'oued Tafassasset, che nasce dalle falde dello Hoggar esaurendosi in una regione pianeggiante che prende il nome di Ténéré del Tafassasset. Un'altra grande regione endoreica è il Sahara occidentale (Algeria occidentale, Mali e Mauritania), la cui rete idrografica si esaurisce nelle depressioni poste fra gli altopiani. La gran parte del Sahara libico appartiene invece al bacino del mar Mediterraneo, mentre un'altra vasta area endoreica è costituita dal deserto libico (fra Libia ed Egitto) e dalla depressione della Cirenaica.

### Laghi

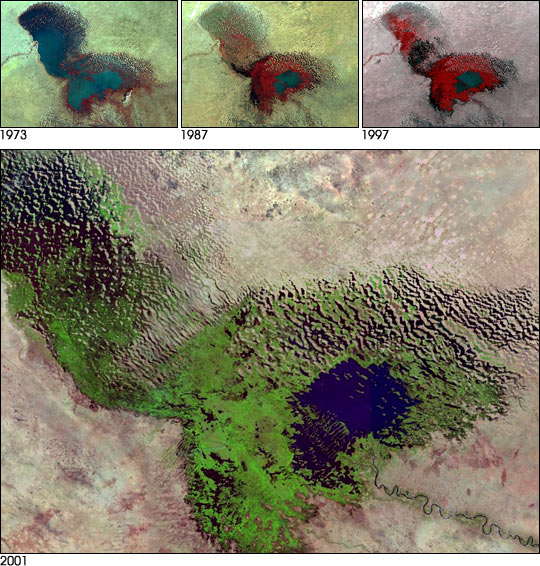
Fotografia satellitare in falsi colori del lago Ciad: le tre foto in altro mostrano la contrazione del bacino avvenuta dal 1973 al 1995.

I maggiori laghi del continente africano, con dimensioni di assoluto rilievo anche a livello planetario, si estendono nella regione della Rift Valley, il sistema di fosse tettoniche allungato per varie migliaia di chilometri nella parte orientale del continente; questa regione è nota anche come regione dei grandi laghi africana, in analogia con l'omonima regione nel Nordamerica. I maggiori laghi si allineano lungo il "braccio" occidentale della Rift Valley, in un arco di circa 3.000 chilometri arcuato dall'Uganda allo Zambia; la regione dei laghi africana si chiude a sud della ricongiunzione dei due rami della Rift Valley, con la grande conca del lago Niassa. Si tratta prevalentemente di laghi che occupano il fondo di grandi depressioni tettoniche, raggiungendo in alcuni casi grandi profondità.
Il lago Vittoria sorge invece in una estesa ma poco profonda depressione dell'altopiano, fra i due rami della rift Valley. Poco profondo (massimo 80 metri), il lago Vittoria è esteso su circa 68.000 km², superficie che ne fa il terzo lago della Terra per estensione, e il secondo fra quelli d'acqua dolce.
Al di fuori di questa regione non si trovano importanti corpi idrici, con la rilevante eccezione del lago Ciad, esteso nella regione saheliana all'incrocio dei confini fra il Ciad, la Nigeria, il Camerun e il Niger. Questo enorme specchio d'acqua, alimentato dal fiume Chari, è il residuo di un enorme lago che fino a tempi geologicamente recentissimi (circa 7.000 anni fa) si estendeva per almeno 400.000 km² raggiungendo una profondità superiore ai 170 metri;.
Molto importanti, anche se solo localmente, sono anche i laghi artificiali, formatisi in seguito alla costruzione di dighe a scopo idroelettrico per l'approvvigionamento energetico degli Stati; i bacini così formati raggiungono spesso dimensioni rilevanti a causa delle dimensioni dei corsi d'acqua sbarrati. Il maggiore fra i bacini artificiali africani è il lago Volta, in Ghana, originatosi negli anni sessanta in seguito alla costruzione della diga di Akosombo lungo il corso del fiume Volta. Altri importanti bacini artificiali sono il lago di Cabora Bassa (2.739 km²), in Mozambico, formato da un grosso sbarramento sul fiume Zambesi, e il lago Nasser (6.000 km²), formatosi in seguito alla costruzione della grande diga di Assuan sul fiume Nilo, presso il confine fra Egitto e Sudan.

## Clima

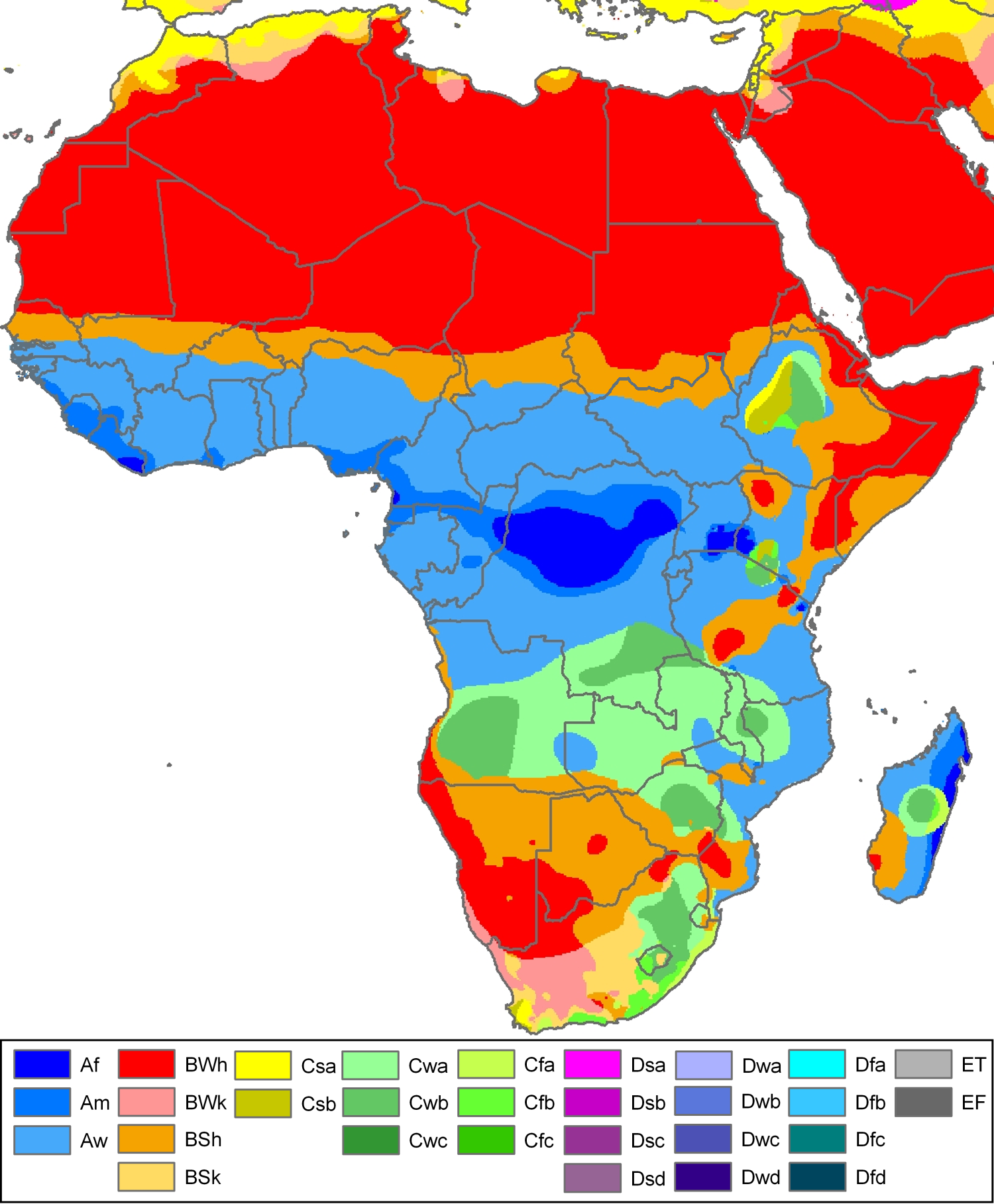
Classificazione climatica dell'Africa secondo Köppen. Si nota l'assenza dal territorio africano dei climi temperati freddi e glaciali (gruppi D ed E).

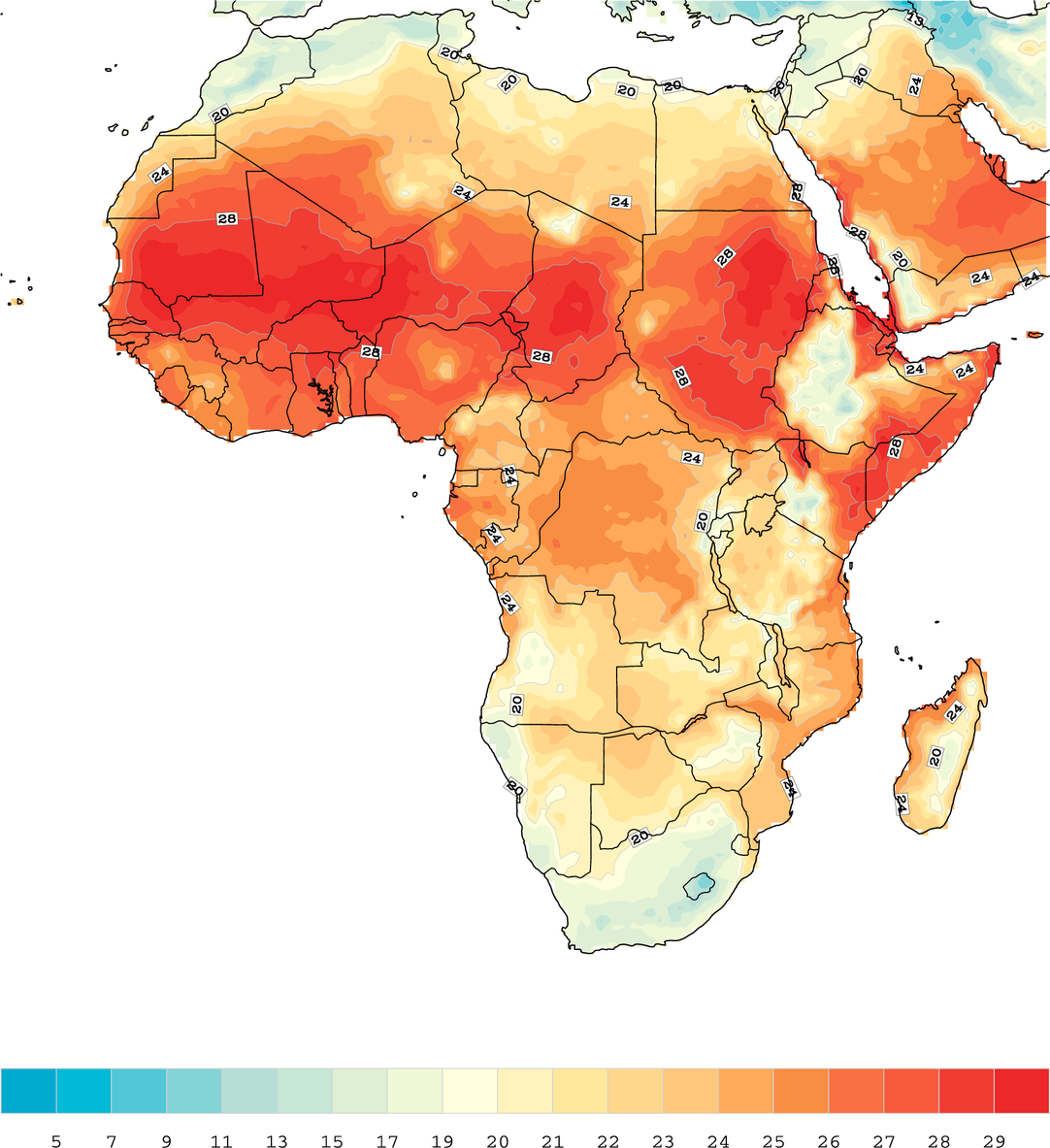
Carta delle temperature medie annue dell'Africa. Si può notare che le aree più calde non siano localizzate all'Equatore ma in corrispondenza del deserto del Sahara e della fascia del Sahel immediatamente a sud, a causa della bassa quota media e del dominio continuo dell'anticiclone subtropicale africano. Viene messo inoltre in evidenza l'importante effetto dell'altitudine nell'Africa orientale e meridionale, che nonostante le latitudini tropicali o subequatoriali hanno spesso temperature tipiche dei climi temperati.

Come conseguenza della sua posizione geografica, il continente africano appartiene per la grande maggioranza del territorio al dominio dei climi tropicali, mentre solo le estremità settentrionale e meridionale rientrano in quello dei climi temperati delle medie latitudini; non esistono, tranne che in alcune limitatissime aree di alta montagna, aree caratterizzate da clima temperato freddo o glaciale. Un'altra caratteristica saliente del clima africano è la presenza, nella parte settentrionale, di una estesissima area desertica, la maggiore del pianeta.
Il territorio africano mostra una marcata differenziazione climatica e vegetazionale secondo la latitudine (zonalità), con una ripetizione "simmetrica" abbastanza regolare rispetto all'Equatore delle fasce climatiche: temperato subtropicale nelle coste settentrionali e all'estremo sud, tropicale più o meno arido (desertico o savanico) mano a mano che si scende in latitudine, tropicale umido o equatoriale nelle zone centrali del continente, intorno all'Equatore. L'andamento stagionale di gran parte del clima africano è infatti legato alla zona di convergenza intertropicale (la zona del pianeta dove si ha la convergenza dei venti alisei) e ai suoi spostamenti latitudinali nel corso dell'anno che normalmente, in una zona continentale, la vedono oscillare da alcuni gradi sopra l'Equatore nel periodo dell'estate dell'emisfero nord e qualche grado sotto nel periodo dell'estate australe. Tale oscillazione annua determina sia gli andamenti termici sia, soprattutto, gli andamenti pluviometrici, che come in tutte le zone tropicali sono molto più rilevanti nel definire le differenti stagioni. Solo le coste alle estremità settentrionali e meridionali sono raggiunte, occasionalmente, da fronti di lontana origine polare (rispettivamente artica o antartica), secondo i meccanismi che caratterizzano i climi temperati.
I fattori che influenzano il clima africano sono molteplici, e numerose sono le eccezioni a questo meccanismo climatico. Nell'Africa orientale e meridionale la presenza di vasti altopiani e importanti catene montuose porta a sensibili abbassamenti delle temperature medie annue (pur senza modificare radicalmente il regime pluviometrico) che in molti casi si discostano da quelle medie delle regioni tropicali ed equatoriali. Nei territori in cui si estendono alte catene montuose, come ad esempio l'Etiopia, le differenze climatiche sono date più che altro dall'altitudine e dall'esposizione dei versanti: nella stessa regione si possono individuare aree calde e secche nei bassopiani, aree temperate alle quote medie e aree a clima freddo, con vegetazione alpestre, alle quote maggiori. Addirittura, sulle più alte montagne africane, sebbene situate a latitudini equatoriali compaiono aree glacializzate.
Esistono poi differenze marcate fra la parte di continente a nord dell'Equatore e quella a sud. Alla latitudine del tropico del Cancro (23° 27' N) il continente africano raggiunge la sua massima estensione longitudinale, ed è inoltre circondato su due lati dall'enorme massa continentale eurasiatica; alle corrispondenti latitudini dell'emisfero meridionale (tropico del Capricorno) il continente africano ha una estensione molto minore ed è circondato dalle altrettanto enormi masse di acqua degli oceani Atlantico e Indiano. Nella parte australe del continente assumono quindi grande importanza le correnti oceaniche, sia quella fredda del Benguela, che risale dalle latitudini subantartiche fino alle coste atlantiche del Sudafrica, della Namibia e dell'Angola, che quelle calde del Mozambico e di Agulhas che provocano un clima più umido lungo la costa orientale e in Madagascar (oceano Indiano e Canale del Mozambico).

### L'Africa mediterranea
Nell'Africa mediterranea la latitudine relativamente elevata fa sì che il clima, almeno in certi periodi dell'anno, sia regolato dai meccanismi tipici delle regioni temperate, con alternanza fra masse di aria di origine tropicale e masse d'aria di estrazione polare portate dal flusso occidentale delle medie latitudini.
Il clima del Nordafrica è caratterizzato quasi ovunque da una diffusa aridità, che tende a diminuire mano a mano che si procede verso occidente. Il regime delle precipitazioni è tipicamente mediterraneo, con una lunga stagione secca estiva e precipitazioni concentrate nella stagione invernale portate dall'abbassamento di latitudine delle perturbazioni atlantiche o da perturbazioni mediterranee che si originano in caso di contrasti fra masse d'aria mediterranee con aria fredda settentrionale.
La stagione umida, che dura alcuni mesi nella parte occidentale (Marocco), si abbrevia mano a mano che si procede verso est e, soprattutto, verso sud, annullandosi in pratica nelle regioni centrali sahariane. I quantitativi di pioggia non sono quasi mai elevati, ad eccezione di alcune aree montuose. I valori più elevati si registrano ad ovest, nella fascia costiera settentrionale del Marocco, dell'Algeria e della Tunisia occidentale, dove i valori salgono sopra i 500 millimetri annui raggiungendo in alcuni casi i 1.000, anche a causa di un certo effetto orografico. Tangeri, in Marocco, registra mediamente circa 800 mm annui, che scendono a circa 450 mm a Tunisi e a 350 mm a Tripoli, in Libia. Le coste della Libia e dell'Egitto sono invece aride o subaride, con valori spesso inferiori ai 250 millimetri annui, valori che le collocano in una zona predesertica o addirittura, come nel caso delle coste egiziane, pienamente desertica. Allontanandosi dalla costa e dagli influssi marini, inoltre, le precipitazioni si attenuano molto velocemente, e le valli interne dell'Atlante, in Algeria, sono zone semiaride e steppiche.

Variazione stagionale della copertura vegetale in Africa (agosto/febbraio).

Le temperature sono ovunque miti, ad eccezione delle alte quote delle aree montuose. I valori medi annui sono intorno ai 18/20 °C lungo la maggior parte della fascia costiera, localmente più bassi lungo l'Atlantico marocchino e più alti mano a mano che si procede verso oriente. La città di Tunisi, situata circa al centro della fascia mediterranea africana, ha una temperatura media annua di 18 °C con oscillazioni medie comprese fra i 10 °C di gennaio e i 26 °C di agosto; lungo le coste marocchine, la fredda corrente delle Canarie mitiga il clima rendendo le estati più fresche: Casablanca, in Marocco, vede temperature medie che oscillano fra i 12 °C di gennaio e gli appena 23 °C di agosto, con una media annua di 17 °C;
Condizioni climatiche simil-mediterranee si riscontrano anche in alcune zone lungo la costa occidentale dell'estremo sud del continente, dove si ha un clima caratterizzato da inverni miti, estati moderatamente calde e precipitazioni non abbondanti con massimo invernale e minimo estivo. Città del Capo, in Sudafrica, ha questo tipo di clima: la temperatura media annua è intorno ai 17 °C, variabili tra i 12-13 °C di luglio e i 21 °C di gennaio e febbraio; le precipitazioni ammontano a circa 600 millimetri annui, con un minimo in gennaio-febbraio e un massimo in giugno.

### I deserti tropicali

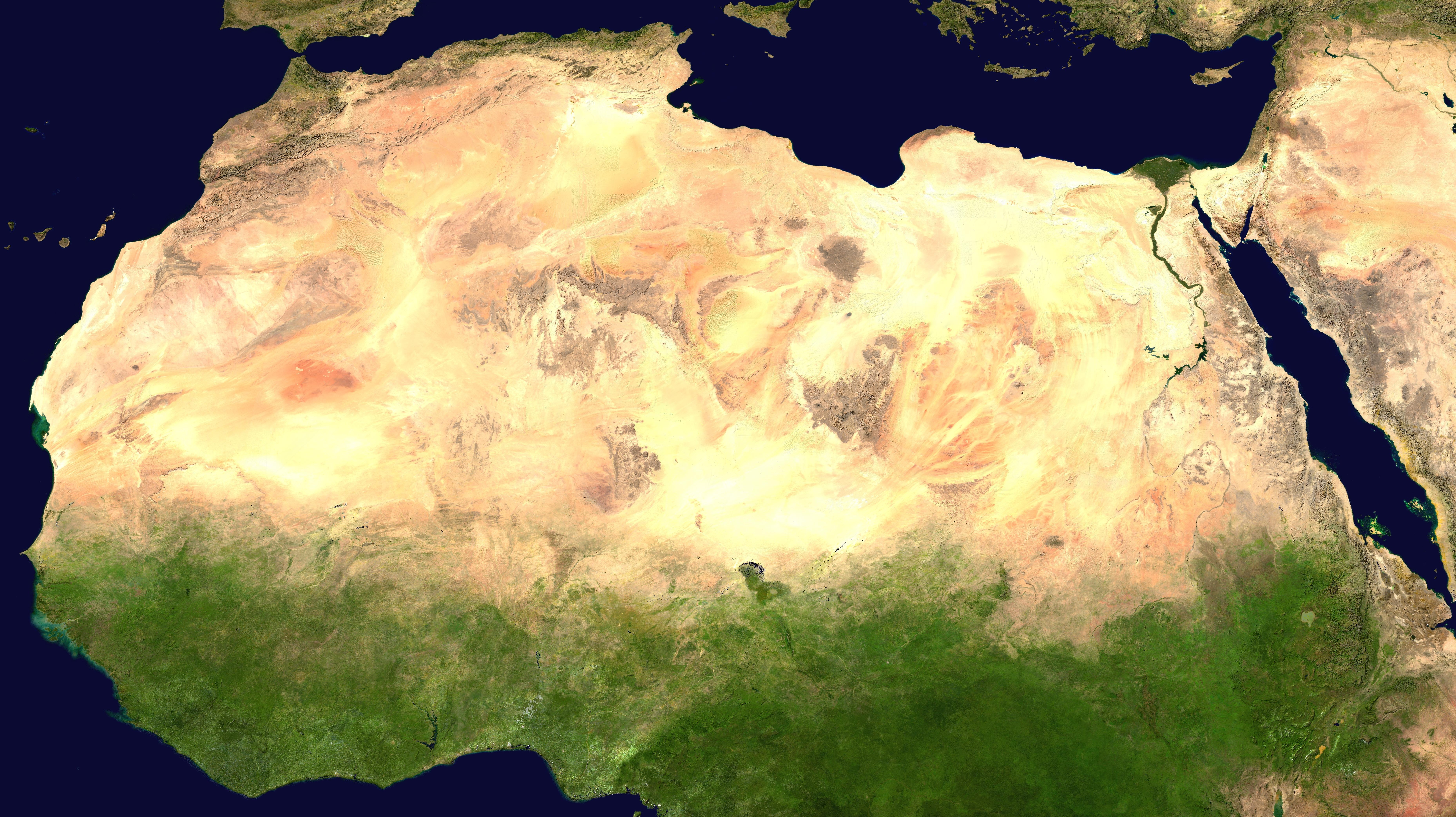
Fotografia satellitare del deserto del Sahara, risultato della continua presenza di anticicloni che impediscono la formazione di sistemi nuvolosi.

I deserti tropicali (o deserti caldi) si estendono nelle zone di latitudine compresa fra i 20° e i 30°, dove l'aria portata in quota dai controalisei (quindi di lontana origine equatoriale, secondo il meccanismo che caratterizza la cella di Hadley) ritorna verso le basse quote. Queste zone sono quindi caratterizzate da clima caldo e assolutamente arido a causa della presenza costante di alte pressioni dinamiche.
I deserti caldi si estendono su vastissime superfici nel continente africano, per l'assoluta prevalenza nella parte settentrionale dove, in corrispondenza delle latitudini sopra indicate, l'Africa raggiunge la massima estensione in longitudine ed è circondata dall'enorme massa continentale eurasiatica; nell'emisfero sud, alle stesse latitudini, non si trovano estensioni desertiche paragonabili a causa della minore estensione delle terre emerse e all'influenza dell'oceano Indiano, interessato dalla calda corrente del Mozambico.
La zona dei deserti tropicali interessa anche la parte orientale della costa mediterranea, corrispondente all'Egitto e alla parte orientale della Libia, a causa della latitudine minore rispetto alle altre zone costiere (intorno ai 30°N), alla mancanza di rilevanti catene montuose che la "isolano" dall'interno desertico e alla vicinanza della caldissima regione del golfo Persico. Secondo alcune convenzioni su base climatica, il Sahara viene identificato a partire dall'isoieta dei 100 mm annui a nord e 150 mm annui a sud, dove le precipitazioni sono più irregolari.

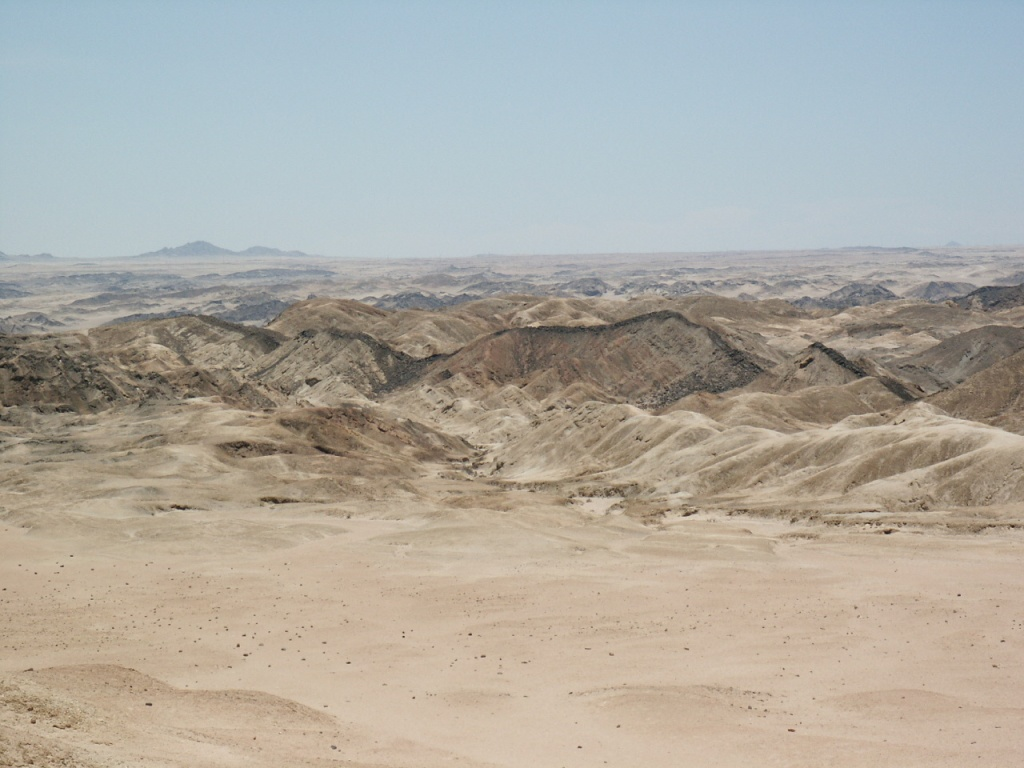
L'aridissimo deserto Namib, situato lungo le coste della Namibia.

Le temperature medie annue sono molto elevate (ovunque superiori ai 20 °C) e nascondono forti variazioni stagionali fra inverni freschi (con medie di gennaio che scendono a 10-15 °C) ed estati caldissime, con temperature medie sempre superiori ai 30 °C ad eccezione della costa egiziana e delle regioni montuose, dove sono di poco inferiori. Il Cairo, la capitale egiziana, registra una temperatura media annua di circa 22 °C che varia dai 14 °C medi di gennaio ai 28 °C di luglio e agosto)..
Le precipitazioni sono scarsissime, pressoché ovunque non superiori a qualche decina di millimetri all'anno; i valori medi sono tuttavia poco significativi, dal momento che spesso le piogge mancano per vari anni e i rari ma intensi rovesci scaricano a terra in un solo episodio quantità di pioggia superiori a quelli medi annui. Le uniche zone dove le precipitazioni sono sufficienti allo sviluppo di una stentata vegetazione permanente sono i massicci montuosi, a causa della minore evapotraspirazione data dalle minori temperature e alla presenza dei versanti che facilitano l'ascesa dell'aria aumentando le occasioni di sviluppo di nubi. Nella parte settentrionale del deserto si fanno sentire dei debolissimi influssi mediterranei, che rendono più probabili le occasioni di pioggia in inverno; l'opposto si verifica nella parte sud, dove può avvertirsi qualche influenza del clima savanico, caratterizzato da stagione piovosa estiva. La parte centrale rimane esclusa da questi sia pur debolissimi contributi piovosi ed è perciò caratterizzata da aridità quasi assoluta: a Cufra, un'oasi nel deserto Libico, si registra una piovosità media di soli 2 millimetri annui; Hurghada, località posta sulla costa egiziana del mar Rosso, registra solo 4 millimetri annui.
Nell'Africa meridionale non si estendono zone così vaste a clima propriamente desertico. Il deserto del Kalahari, ampio bacino interno, ha in realtà un clima arido di tipo steppico o savanico (vedi paragrafo successivo), con una breve stagione umida estiva in conformità al meccanismo climatico delle zone tropicali. Solo il deserto del Namib, localizzato lungo la costa atlantica di Sudafrica e Namibia, ha effettivamente caratteristiche di estrema aridità, dovute alla presenza della corrente del Benguela, una corrente marina fredda che rafforza le strutture di alta pressione tropicale e provoca marcate condizioni di aridità lungo le coste e nel vicino entroterra (un meccanismo analogo a quello che origina il deserto di Atacama lungo le coste del Cile e del Perù) ma con temperature medie molto basse per la latitudine (Port Nolloth, cittadina costiera del Sudafrica occidentale posta alla latitudine di soli 29°S, ha temperature medie annue intorno a 15 °C, con variazioni stagionali limitatissime, dai 13 °C ai 16 °C.

### L'Africa intertropicale

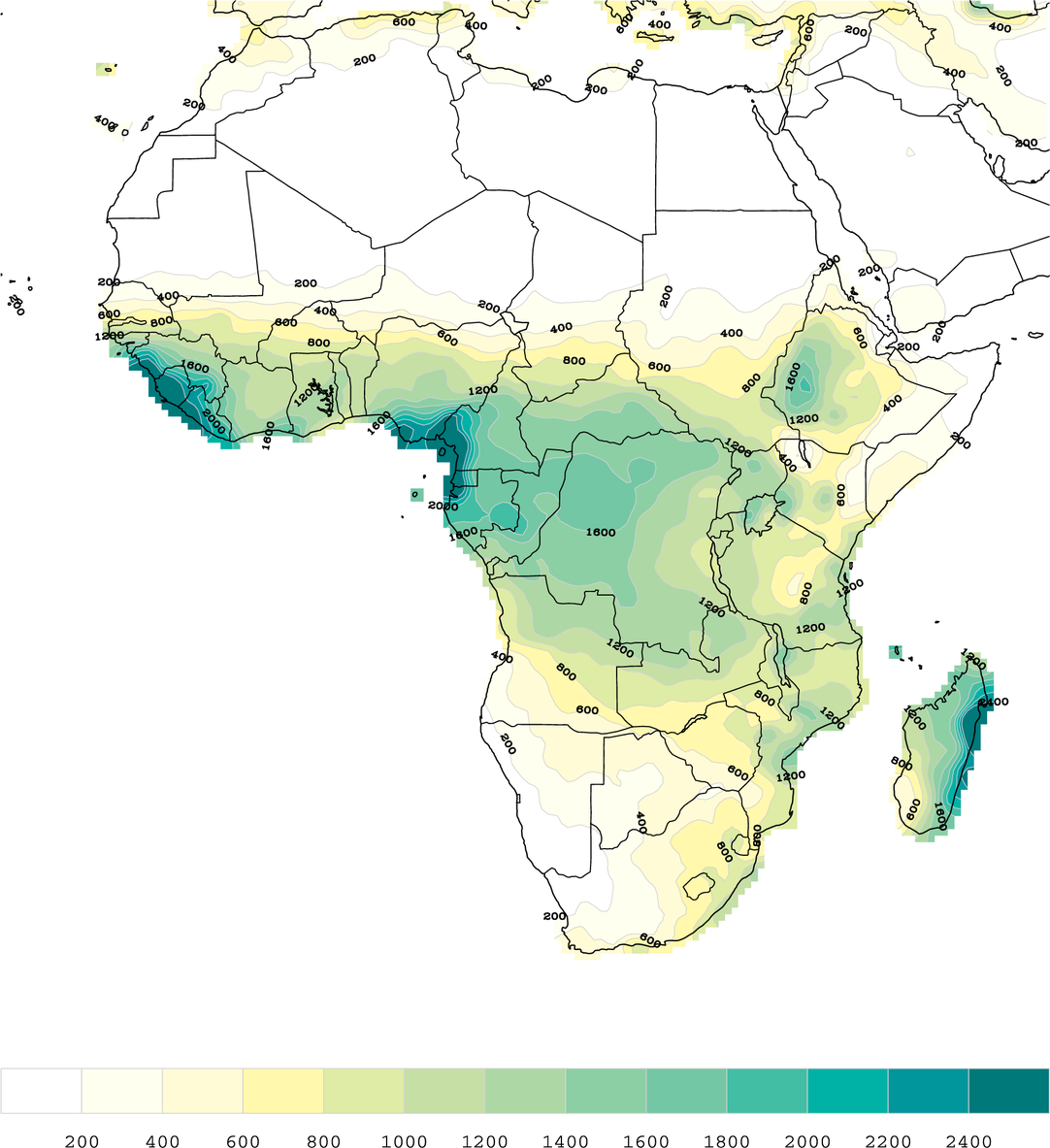
Carta tematica con le precipitazioni medie per l'Africa. Si nota come le aree centrali del continente a cavallo dell'Equatore siano le più piovose; in evidenza anche il fatto che le aree con le maggiori precipitazioni medie annue siano le aree poste sopravento alle correnti umide: l'Africa guineana occidentale, la costa orientale del Madagascar e i versanti esterni dei rilievi rivolti al golfo di Guinea.

Scendendo di latitudine e avvicinandosi all'Equatore si entra nella zona intertropicale, una regione molto vasta che coincide con i due paesaggi più tipici dell'Africa, quello della savana e della foresta pluviale tropicale, anche detta foresta equatoriale; la zona interessata da questi tipi di clima si estende sull'intera sezione centrale del continente. Il tratto distintivo del clima di queste regioni è dato dalla distribuzione delle precipitazioni, che determinano l'alternanza delle stagioni secche e piovose.
Il clima è caratterizzato ovunque da temperature uniformemente elevate nei bassopiani (28-30 °C di media annua), che decrescono regolarmente con la quota sugli altopiani fino a valori anche paragonabili a quelli delle regioni temperate. Il minimo annuale di temperatura coincide generalmente con il culmine dell'inverno (gennaio o luglio, rispettivamente nell'emisfero nord o sud), dovuto alla minore altezza del Sole sull'orizzonte; procedendo nella stagione secca le temperature si alzano progressivamente, raggiungendo il loro livello massimo annuale poche settimane prima dell'inizio della stagione umida. L'arrivo della stagione delle piogge vede solitamente un ridimensionamento termico, oltre naturalmente ad un incremento dell'umidità relativa; al termine del periodo piovoso si ristabiliscono progressivamente condizioni climatiche invernali.
Nelle zone intorno all'Equatore (entro pochi gradi di latitudine a nord o a sud) le stagioni secche si riducono notevolmente, fino a ridursi a brevi periodi con minori precipitazioni; il risultato è un clima umido con precipitazioni quasi costanti, con apporti precipitativi elevati, che consente la crescita della rigogliosa foresta pluviale tropicale. Questo tipo di clima caratterizza vaste aree nel centro del continente, come il bacino del Congo: la località di Kisangani, situata presso l'Equatore a circa 400 metri di quota, ha temperature medie mensili sempre intorno ai 24-25 °C e circa 1.600 millimetri di precipitazioni, distribuite lungo tutto l'anno con un lieve calo nei mesi di giugno e luglio e un massimo poco accentuato in ottobre (vedi climogramma). Nelle località dove si ha anche un marcato effetto orografico, che provoca ascesa forzata delle masse d'aria, si hanno precipitazioni elevatissime: Douala, lungo la costa del Camerun ai piedi del massiccio del monte Camerun, ha medie annue di circa 4.000 millimetri, mentre la località di Debundscha, poco distante e in una posizione ancora più favorevole alle precipitazioni, arriva a quasi 10.000 millimetri annui, che la rendono la località più piovosa della Terra.

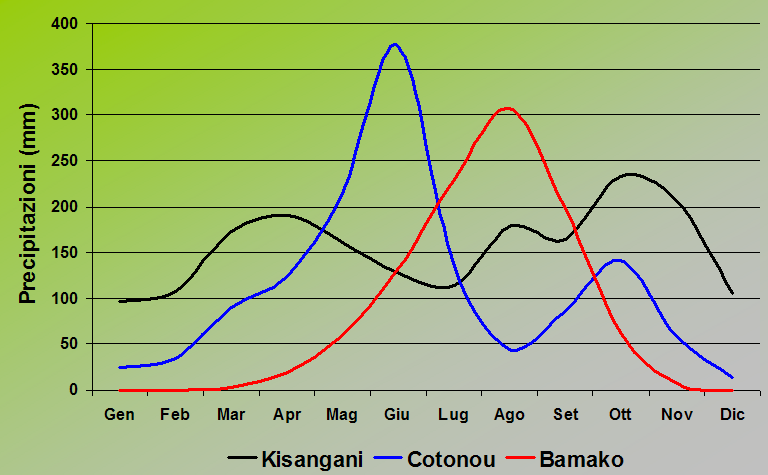
Pluviogramma comparato di tre località dell'Africa tropicale, indicativi dei tre diversi regimi pluviometrici:
- Kisangani (R. D. del Congo): clima equatoriale, manca una stagione secca ma ci sono solo lievi attenuazioni delle precipitazioni in alcuni mesi;
- Cotonou (Benin): clima tropicale con una stagione umida principale in primavera e una secondaria in autunno, alternate con una stagione secca principale in inverno e una secondaria in tarda estate;
- Bamako (Mali): clima tropicale con una sola lunga stagione umida estiva e all'inizio dell'autunno e una altrettanto lunga stagione secca dal tardo autunno alla primavera.

Schema della circolazione oceanica globale; correnti calde scendono lungo la costa orientale africana e il Madagascar, mentre all'opposto la corrente fredda del Benguela risale dalle latitudini temperate lungo la costa occidentale.

Allontanandosi dall'Equatore, sia in direzione nord che sud, compare una stagione secca ben definita contrapposta ad una stagione umida. Gli spostamenti della zona di convergenza intertropicale provocano nel corso dell'anno l'alternanza di due stagioni piovose e di due stagioni secche abbastanza ben distinte: ad un inverno secco (stagione secca principale) fa seguito una stagione piovosa principale in primavera (in occasione del passaggio "in salita" della ZCIT); l'estate (stagione secca secondaria) vede un'attenuazione delle piogge, che riprendono (in occasione del passaggio "in discesa" della ZCIT) nei mesi autunnali, attenuandosi rapidamente procedendo verso l'inverno. Questo tipo di clima è caratteristico di un'ampia fascia di territorio estesa nella parte settentrionale e meridionale del bacino del Congo e lungo le coste del golfo di Guinea.
Ancora più lontano dall'Equatore, all'incirca a partire dai 7-8 gradi di latitudine sia nord che sud, sempre a causa del movimento annuale della ZCIT le due distinte stagioni piovose primaverili e autunnali delle regioni subequatoriali tendono a concentrarsi in una sola stagione piovosa estiva, contrapposta ad una lunga stagione secca invernale, con un meccanismo monsonico analogo a quello più famoso asiatico. La lunghezza della stagione umida decresce allontanandosi ulteriormente dall'Equatore dirigendosi verso la zona dei deserti tropicali, e con essa la quantità media nnua di precipitazioni; nella vasta regione saheliana (la "sponda" sud del Sahara) le precipitazioni medie scendono a meno di 500 millimetri annui e la stagione secca si protrae per otto mesi l'anno, con ambienti che preannunciano il deserto del Sahara.
Specularmente, a pari latitudine nell'Africa meridionale, condizioni di aridità via via crescenti caratterizzano il bacino del Kalahari; tuttavia, nell'Africa australe non si osserva un decremento così regolare delle precipitazioni con la latitudine, a causa della estensione relativamente limitata delle terre emerse rispetto alle due grandi masse oceaniche dell'Atlantico e dell'Indiano; a livello regionale, assumono importanza altri fattori climatici. La costa dell'Angola, posta a latitudini subequatoriali, soffre di una marcata aridità a causa della risalita della corrente marina fredda del Benguela, che raffreddando le acque antistanti la costa ostacola la formazione di nubi (un meccanismo analogo a quello che origina le condizioni di aridità della costa pacifica sudamericana): la città di Luanda, capitale dell'Angola, posta a soli 8° di latitudine sud ha precipitazioni medie annue inferiori ai 400 millimetri, concentrati per più della metà in marzo/aprile.
Un effetto contrario si ha lungo la costa orientale, affacciata sull'oceano Indiano, dove la presenza delle correnti calde di Agulhas e del Mozambico porta ad un clima di tipo tropicale umido, con una lunga stagione piovosa estiva. Le condizioni di clima tropicale umido si riscontrano anche a latitudini di 20°S (latitudine alla quale nell'emisfero nord si hanno condizioni di aridità assoluta): Beira, nel Mozambico centrale, ha un clima tropicale con temperatura media annua intorno ai 24 °C e precipitazioni abbondanti, di circa 1.500 mm annui. Scendendo verso sud e procedendo verso le latitudini temperate, le precipitazioni rimangono discretamente abbondanti ma si osserva un lento decremento delle temperature medie annue; la costa meridionale del Sudafrica è contraddistinta da un clima subtropicale, caratterizzato da precipitazioni sempre prevalentemente estive ma temperature più moderate: Port Elizabeth, in Sudafrica, alla latitudine di 33°S, ha temperature tipiche dei climi temperati caldi, con una media annua di circa 18 °C.
Gli stessi meccanismi climatici interessano l'isola del Madagascar, al largo delle coste mozambicane, dove assume grande importanza il fattore orografico; il versante orientale (sopravento alle correnti umide) è caratterizzato da precipitazioni elevate e costanti, che decrescono portandosi verso ovest fino alle condizioni di subaridità che interessano la costa occidentale, posta invece sottovento alle correnti umide.

## Ecosistemi

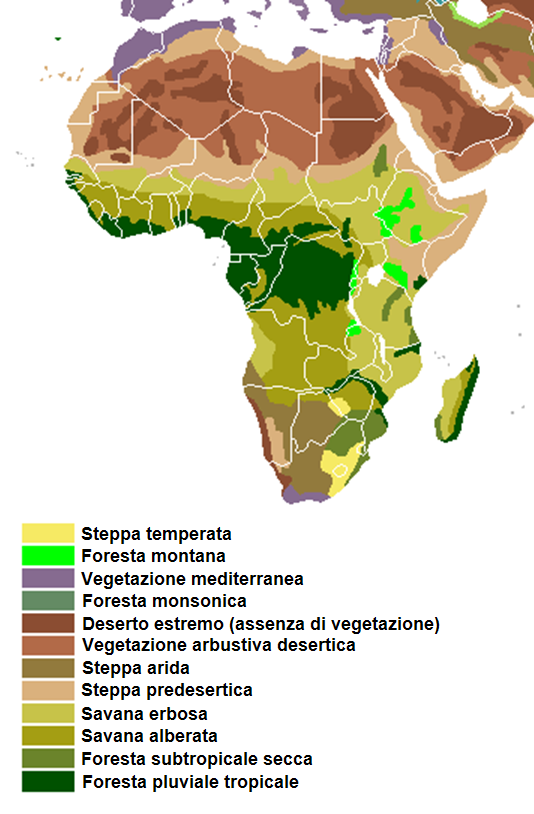
Le forme vegetazionali presenti in Africa.

Le forme vegetazionali presenti in Africa variano essenzialmente in rapporto alla quantità e alla distribuzione delle precipitazioni, dal momento che le basse latitudini e, dunque, l'assoluta prevalenza dei climi caldi e temperati caldi rendono il fattore termico meno importante, a differenza di quanto succede nei continenti posti a latitudini medie o alte. Le aree dove le temperature determinano cambiamenti significativi del manto vegetale sono circoscritte alle alte catene montuose dell'Africa orientale e, in misura minore, dell'Africa meridionale, dove si possono osservare forme vegetazionali caratteristiche dei climi temperati o addirittura, come in alcune ristrette aree montuose, dei climi freddi o glaciali. La flora della parte subsahariana del continente appartiene all'ecozona afrotropicale, mentre il deserto del Sahara viene inquadrato nell'ecozona paleartica, insieme alla gran parte dell'Eurasia.
Su larghe sezioni del territorio il manto vegetale originario ha subito alterazioni in seguito all'incremento della densità di popolazione e al conseguente sempre maggiore uso del territorio a fini agropastorali. L'intera fascia saheliana, caratterizzata da un clima semiarido con precipitazioni irregolari, è da molti decenni sottoposta ad un intenso sfruttamento da parte delle mandrie delle popolazioni di pastori nomadi che, in alcuni casi, hanno provocato un degrado della vegetazione erbacea iniziando un processo di desertificazione. Alcune aree climaticamente favorite, come ad esempio l'altopiano dei grandi laghi nell'Africa orientale, sono gravate da un elevatissimo carico demografico che ha portato alla quasi totale sostituzione del manto vegetale originario con colture agricole, che vanno sempre più estendendosi a danno delle foreste residue.
Esistono tuttavia ancora oggi ampie aree poco o nulla toccate dall'attività umana, nelle aree desertiche inabitabili e in alcune sezioni della savana e della foresta tropicale; queste aree sono al giorno d'oggi protette in vasti parchi nazionali, dove viene intensamente praticato il turismo.

### Foreste tropicali
Le foreste tropicali si estendono per la maggior parte nella sezione centrale del continente, dove le precipitazioni sono maggiori quantitativamente e dove non si hanno stagioni secche molto accentuate o prolungate.
Le foreste equatoriali, o foreste pluviali tropicali, si estendono nelle aree caratterizzate da clima caldo e con precipitazioni ben distribuite durante l'anno, escludendo perciò tutte le vastissime regioni caratterizzate da clima tropicale con stagione secca. In Africa questa forma di vegetazione caratterizza vaste regioni nel bacino del Congo, situato in Africa centrale a cavallo dell'Equatore, caratterizzato da un clima pressoché sempre umido e molto caldo, viste le basse quote medie. La foresta equatoriale si sviluppa inoltre in altre regioni a latitudini non equatoriali dove i fattori orografici (presenza di catene montuose sopravento alle correnti umide) rendono il clima più umido e riducono la durata e l'intensità delle stagioni secche; è il caso dell'Africa occidentale, in alcune regioni lungo la costa del golfo di Guinea e dell'oceano Atlantico (Guinea, Liberia, Sierra Leone, Costa d'Avorio, Nigeria, Camerun) e dell'umidissimo versante orientale dell'isola del Madagascar, i cui versanti montuosi sono colpiti pressoché in ogni stagione dalle correnti umide provenienti dall'oceano Indiano.

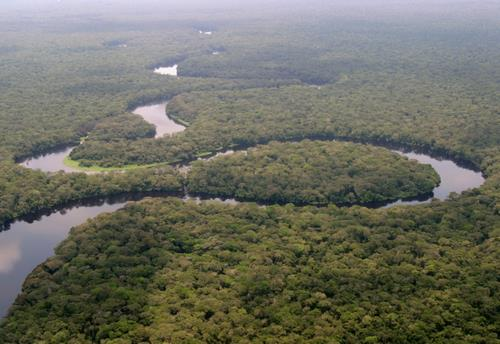
Foresta equatoriale nel bacino del Congo.

Le foreste equatoriali sono caratterizzate dalla presenza di numerosissime specie vegetali sempreverdi, che raggiungono un eccezionale sviluppo e portano alla formazione di un manto vegetale stratificato verticalmente; gli alberi raggiungono altezze di 20-30 metri, formando una volta compatta, al di sotto della quale, in un ambiente quasi completamente buio, prosperano piante erbacee, palme, felci e piante epifite; alcuni alberi ad alto fusto arrivano ad altezze anche di 50 metri, svettando sulla volta fogliare circostante. Sono presenti inoltre molte specie dal legno pregiato, come ebano africano, mogano, okoumé. Le foreste pluviali tropicali sono caratterizzate da una ricchissima vita animale, oltre che vegetale. Caratteristici degli ambienti delle foreste pluviali africane sono i primati, fra cui scimpanzé e gorilla, dei quali esistono in Africa distinte specie (orientali e occidentali)

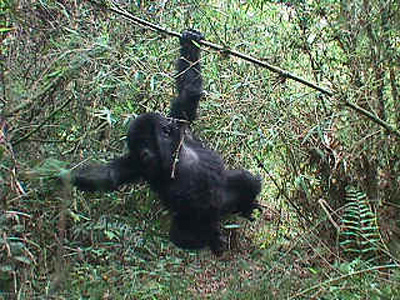
Un gorilla di montagna, abitatore delle foreste montane dell'Africa centrale.

In questi ambienti, dal clima umido e caldo tutto l'anno, l'alterazione biochimica delle sostanze organiche (vegetali e animali) è molto veloce e pressoché completa e non si ha la distribuzione di sostanza organica matura (humus) in profondità nei terreni. Di conseguenza si generano suoli molto poveri, quasi esclusivamente minerali (suoli ferrallitici), che in caso di prolungati disboscamenti possono isterilirsi in alcuni casi irreversibilmente o formare croste durissime di ossidi di ferro (lateriti).
Salendo di quota, con la diminuzione delle temperature, si ha il passaggio verso le foreste tropicali montane (o foreste delle nebbie), che interessano vaste aree intorno ai 1.500-2.000 metri di quota in Etiopia, Kenya, nelle catene montuose tra Congo, Ruanda e Uganda, nelle montagne dell'Africa meridionale e nella zona centrale del Madagascar. Nelle foreste tropicali montane il rigoglio vegetale è minore che nelle foreste tropicali dei bassopiani, a causa delle minori temperature; la sempre elevata umidità atmosferica e la bassa insolazione favoriscono la formazione di spessi strati di muschi. Nelle foreste montane dell'Africa orientale si sviluppano anche lobelie e seneci giganti, oltre a diverse specie dei generi Podocarpus e Afrocarpus. Le foreste montane dell'Africa centrale, in Ruanda e Rep. Dem. del Congo, sono famose per ospitare una popolazione dell'ormai raro gorilla di montagna, scoperto nel 1902 e oggi minacciato di estinzione.

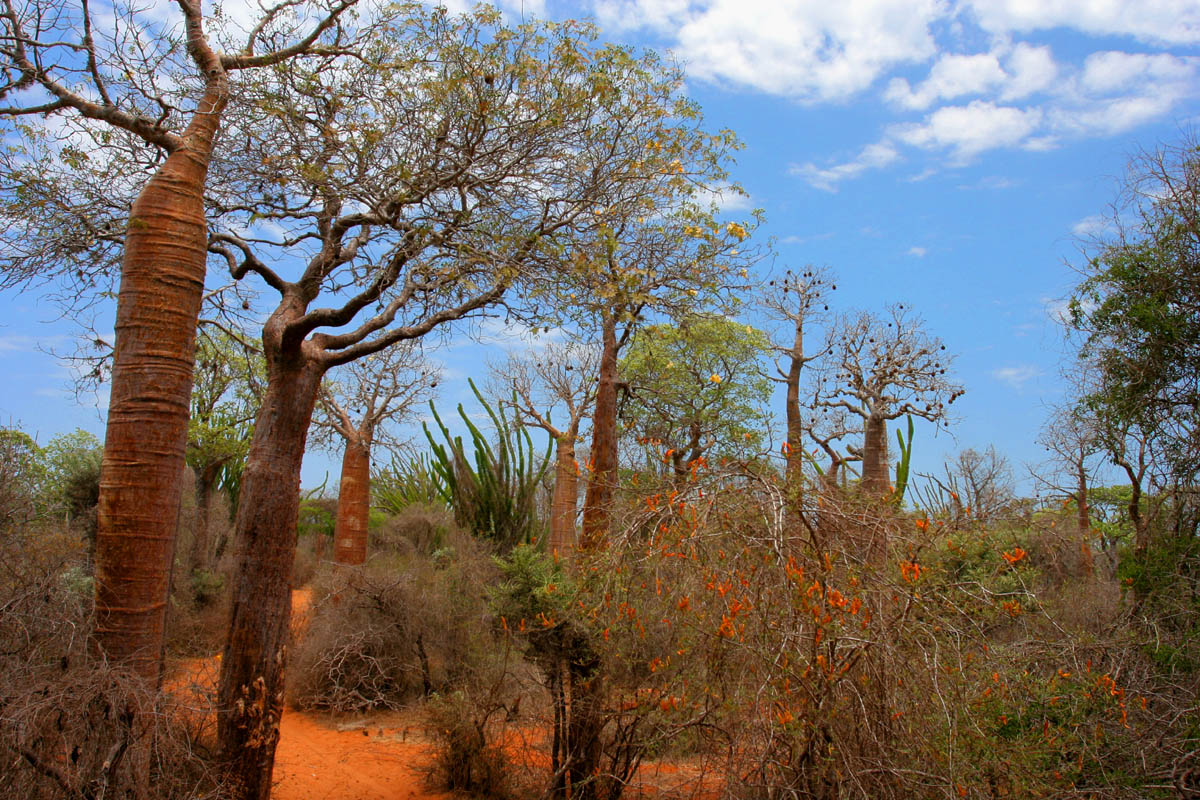
Foresta spinosa, caratteristica dell'ambiente secco del Madagascar meridionale.

Dove le precipitazioni sono inferiori, come nella maggior parte della costa del golfo di Guinea o in alcune regioni dell'Africa meridionale lungo la costa dell'oceano Indiano, e compare una stagione secca ben definita, si estende la foresta arida di latifoglie, dove fanno la loro comparsa specie che hanno sviluppato adattamenti all'aridità stagionale, come perdere le foglie durante la stagione secca o conservare l'acqua al proprio interno, come fanno ad esempio alcune specie del genere Adansonia (tra cui sono compresi i baobab, diffusi peraltro principalmente nelle regioni savaniche). Molto diffuse lungo le zone costiere sono le foreste di mangrovie.

### Savana
La savana è il bioma caratteristico delle regioni tropicali con alternanza stagionale umido/secco dove le precipitazioni medie annue sono comprese fra i 500 millimetri (al di sotto dei quali si sviluppano steppe aride e semideserti) e i 1.500 circa, oltre i quali si sviluppano le foreste tropicali, sia decidue che sempreverdi. La savana occupa in Africa vastissimi territori, estendendosi mediamente dai 5-6° di latitudine sia nord che sud fino alla fascia dei deserti tropicali. Nell'Africa settentrionale la savana lascia il posto al semideserto e al deserto a latitudini comprese tra i 12° e i 15°N, a seconda delle caratteristiche climatiche locali, ed occupa perciò tutta l'immensa fascia sudanese dalle coste atlantiche all'Africa orientale. Nell'Africa australe si estende sulla gran parte dell'altopiano, dai rilievi marginali del bacino del Congo e agli altopiani del Kenya e della Tanzania fino alle zone interne del Sudafrica, dove però a causa del clima meno caldo la vegetazione assume i caratteri della steppa di ambiente temperato; le aree costiere di Angola e Namibia sono invece zone desertiche a causa del clima molto arido indotto dalle correnti marine fredde che scorrono lungo la costa.

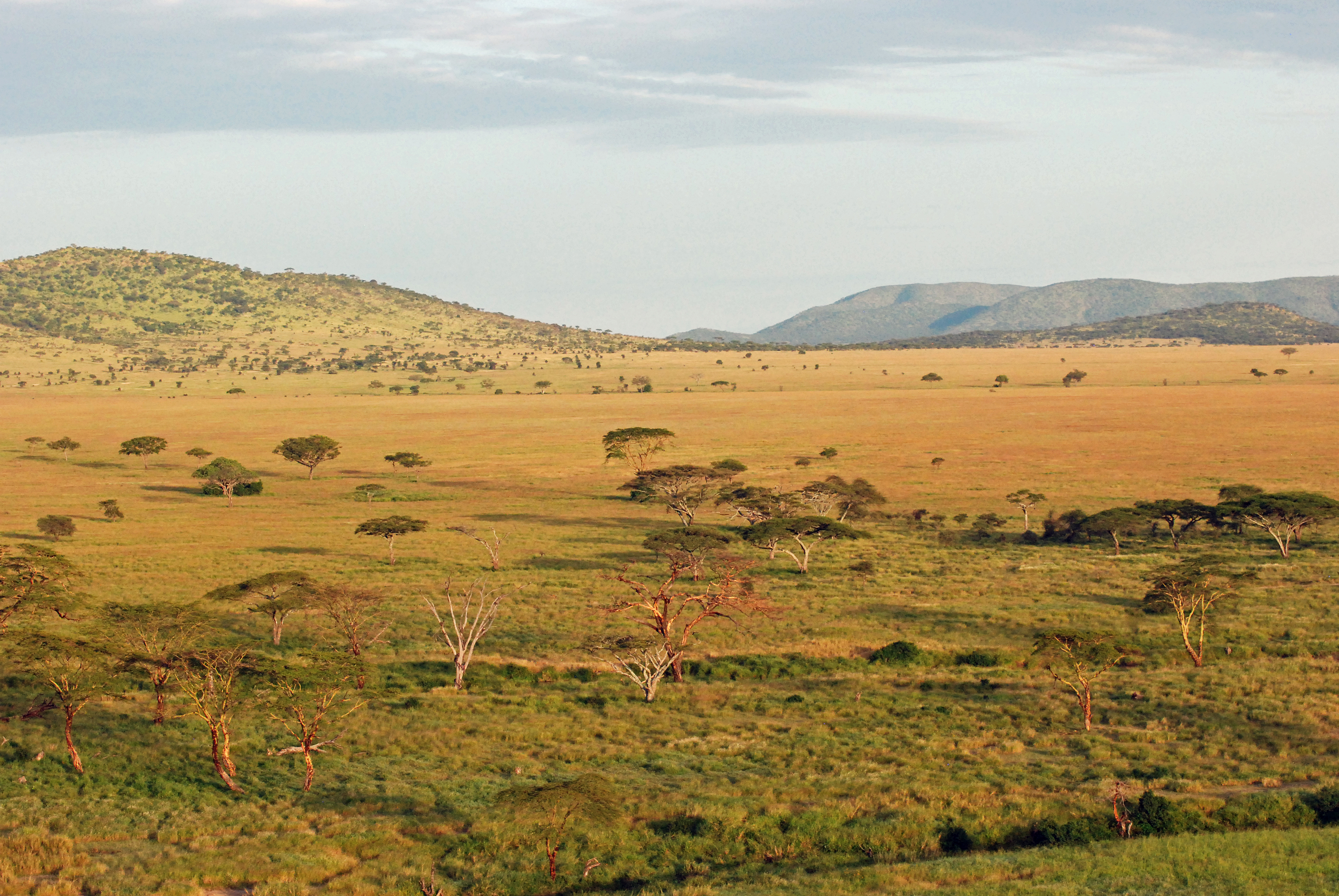
La savana arborata in Tanzania.

Il manto vegetale caratteristico delle regioni savaniche è dominato dalla presenza di piante erbacee (prevalentemente graminacee), mentre minore è lo sviluppo degli alberi. Nelle zone dove la piovosità è minore, vale a dire nelle zone di confine con i semideserti e le steppe, la vegetazione è costituita unicamente da piante erbacee, in alcuni casi molto rada tanto che non si ha la completa copertura del suolo. Dove invece le precipitazioni crescono, avvicinandosi alle regioni forestali, si passa alla savana arborata, dove si ha sempre il dominio delle piante erbacee ma il paesaggio è punteggiato di esemplari arborei; si tratta ovviamente di specie resistenti ai lunghi periodi secchi, come acacie e baobab. Una particolare formazione vegetale caratteristica delle aree savaniche è la foresta a galleria, un'area di vegetazione forestale che si estende lungo il corso dei fiumi, dove maggiore è la disponibilità di acqua.

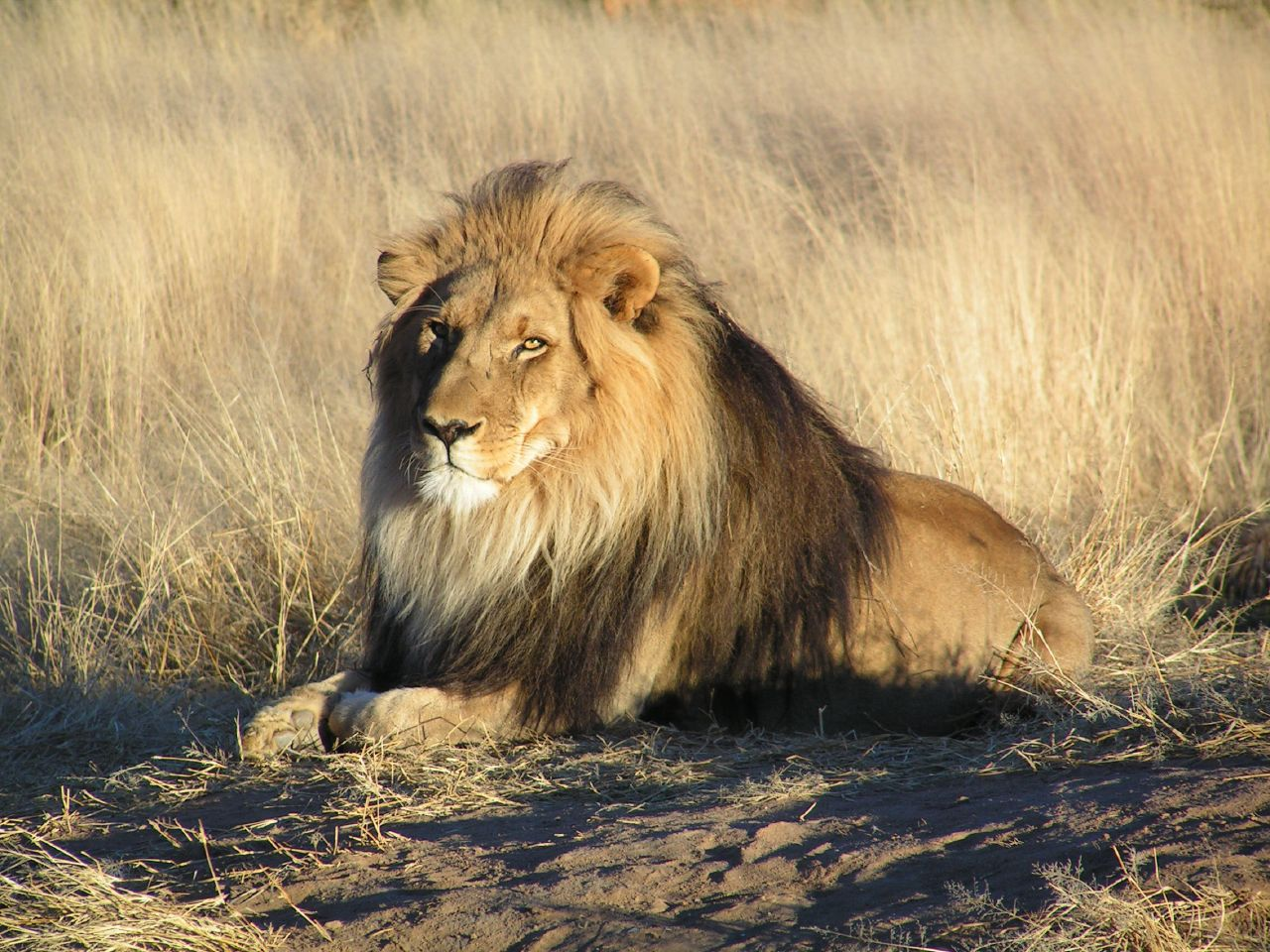
Esemplare di leone maschio, Namibia.

La savana africana ospita una abbondantissima fauna, resa celebre da decenni di turismo specializzato; basti pensare che la parola safari, che designa una forma di escursione naturalistica con l'obiettivo di avvistare la fauna selvatica, è di origine africana. Le ragioni di questa grande abbondanza di grandi animali è da ricercarsi nel fatto che il continente africano è stato interessato meno di altri dal fenomeno della grande estinzione di massa del pleistocene, probabilmente determinata dall'uomo, che decimò letteralmente la megafauna degli altri continenti. La savana è il regno dei grandi mammiferi selvatici, sia erbivori che carnivori: elefanti, rinoceronti, ippopotami, facoceri, gnu, zebre, giraffe, antilopi e altre specie popolano in grandi branchi le pianure erbose, che sostentano popolazioni di carnivori come i leoni, i leopardi, i ghepardi e le iene. Nei fiumi e nei bacini idrici della savana africana vivono in gran numero i coccodrilli; fra i rettili, molto rappresentati sono anche i serpenti, fra cui i velenosissimi mamba. La savana è inoltre popolata da molte specie di uccelli, tra cui gli avvoltoi e gli struzzi, grossi uccelli inabili al volo. Fra gli insetti si possono ricordare le termiti, che costruiscono enormi nidi (termitai) che punteggiano il paesaggio.
Anche nella savana, come nelle regioni di foresta equatoriale, sono spesso presenti suoli poveri, con scarso contenuto di sostanza organica e prevalenza della componente minerale. Il pedoambiente è però meno aggressivo di quello delle foreste equatoriali, a causa della minore umidità, e non consente una completa alterazione e lisciviazione dei minerali; si formano così i cosiddetti suoli ferruginosi, che manifestano anch'essi frequentemente dei forti arrossamenti.

### Deserti

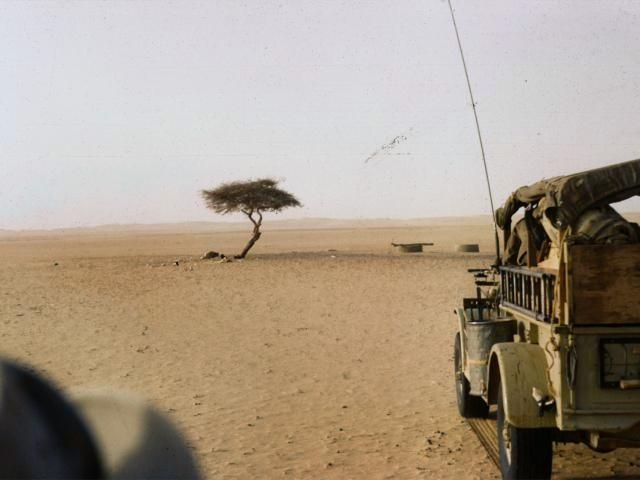
Paesaggio del Ténéré, regione aridissima e pressoché priva di vita. Nell'immagine (anno 1961) è rappresentato l'Albero del Ténéré, un isolatissimo esemplare di acacia che cresceva (fino al 1973) a centinaia di chilometri dall'albero più vicino.

Al di sotto di un certo valore di precipitazioni, la steppa arida trapassa nel dominio desertico, ambiente estremamente ostile alla vita vegetale e animale. Vaste aree nelle zone desertiche africane sono del tutto prive di vita, per ragioni climatiche (aridità) e idrologiche (assenza di falde idriche, per quanto profonde e difficilmente raggiungibili); tali sono, ad esempio, alcune regioni nel Sahara centrale e orientale (il Ténéré, il deserto libico e il deserto occidentale egiziano) e vasti tratti del deserto Namib, lungo la costa atlantica namibiana e sudafricana.
Le piante del deserto sono il risultato di un adattamento estremamente spinto alle condizioni di aridità estrema, che nella maggior parte dei casi ha durate pluriennali; le strategie utilizzate sono, ad esempio, lo sviluppo di un apparato radicale eccezionalmente profondo o, per le piante annuali, un periodo vegetativo intensissimo e breve, in corrispondenza delle rare piogge, in seguito al quale la pianta produce i semi e muore.
Le forme arboree e arbustive più diffuse nel Sahara sono la tamerice (Tamarix aphylla), l'acacia (Acacia tortilis) e, soprattutto nelle oasi, la palma da dattero; nelle isolate guelta, pozze d'acqua anche permanenti nelle regioni montuose, vegetano anche oleandri e il rarissimo cipresso del Tassili. Leggermente più diffuse sono le piante erbacee, che coprono di un rado e stentato pascolo vaste regioni ad eccezione delle zone più aride; molto diffuso è il drinn (Aristida pungens), una graminacea. Nelle oasi l'abbondanza di acqua sotterranea rende invece possibile lo sviluppo di una vasta gamma di piante coltivate, sia arboree che erbacee.

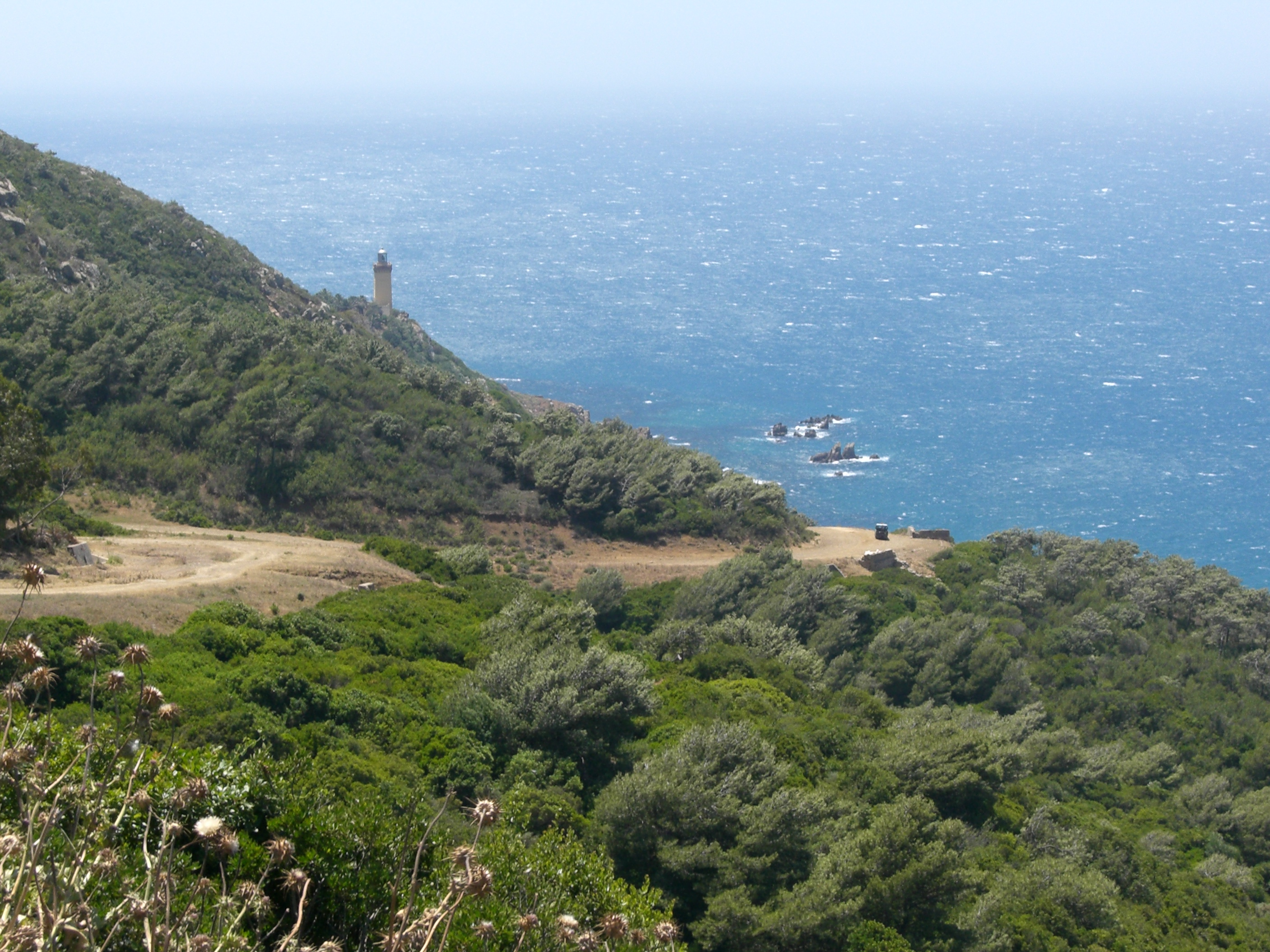
Rigogliosa vegetazione mediterranea al capo Spartel, all'estremità nordoccidentale del Marocco e dell'intero continente africano.

La fauna è assai povera e molto specializzata, analogamente alla flora. I mammiferi che vivono o frequentano il deserto sono il dromedario, utilizzato come bestia da soma dalle popolazioni sahariane, e la ormai rarissima antilope addax, decimata dalla caccia. Fra i canidi si trovano fennec (la volpe del deserto) e alcune popolazioni di licaoni. Sono presenti inoltre alcune specie di insetti e di rettili (famosa la ceraste cornuta).

### Mediterraneo
All'estremità nordoccidentale e sudoccidentale del continente, rispettivamente a nord e a sud delle fasce dei deserti, si osserva un tipo di clima mediterraneo, caratterizzato da estati più o meno calde e molto secche contrapposte ad inverni miti e piovosi che portano, in un'annata media, quantitativi di pioggia che vanno da alcune centinaia di millimetri a 1.000 ed oltre. La più vasta area del continente interessata da questi tipi vegetazionali è il Maghreb, nell'Africa nordoccidentale, estesa sulle regioni montuose e costiere del Marocco e dell'Algeria e su parte delle aree costiere di Tunisia e Libia; zone a vegetazione mediterranea si estendono anche su una piccola sezione all'estremità sudoccidentale del continente, in territorio sudafricano intorno a Città del Capo.

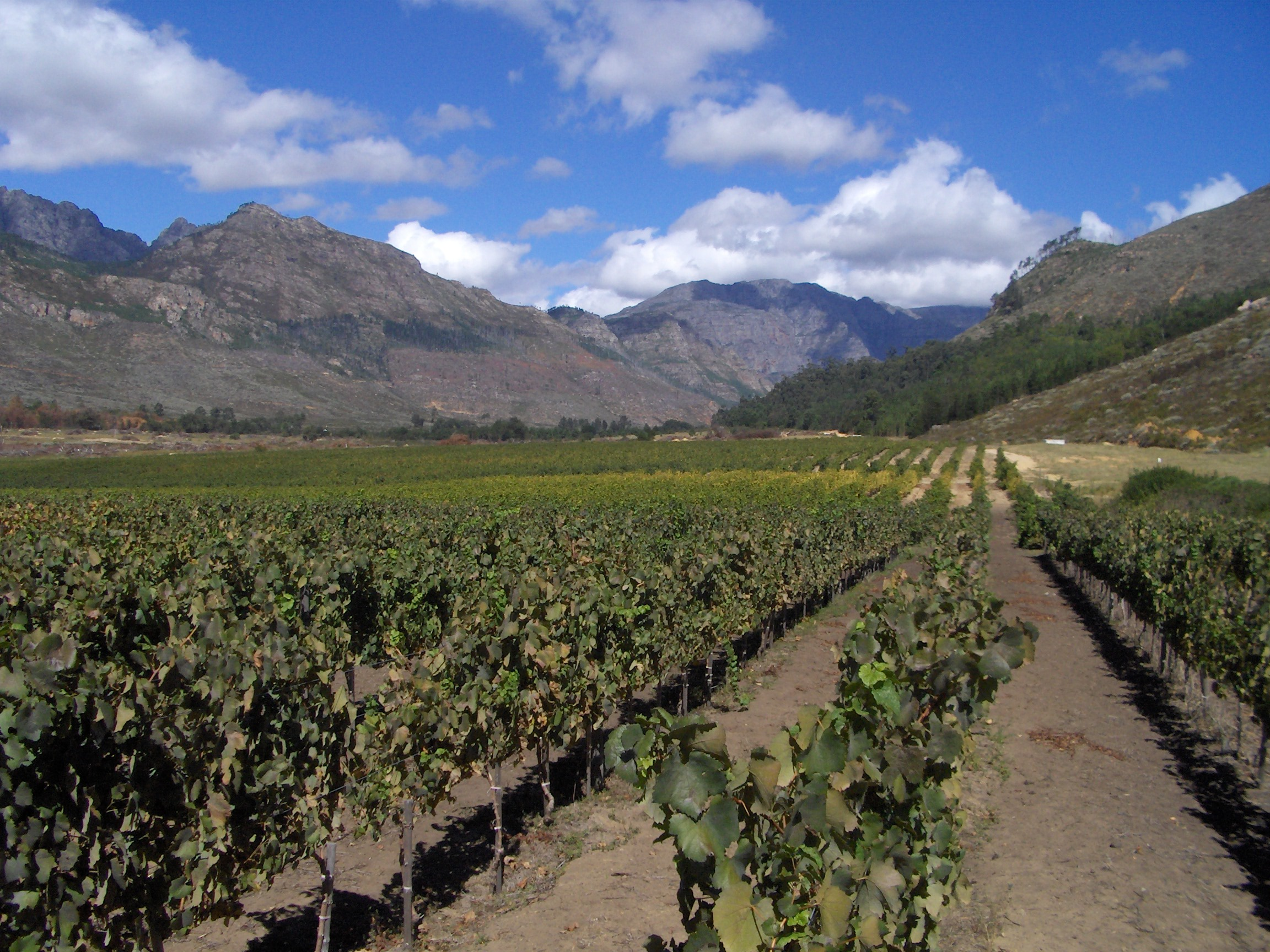
Vigneti presso Franshhoek, in Sudafrica.

Queste regioni sono coperte naturalmente da diverse forme di vegetazione di tipo mediterraneo, più o meno ricche a seconda della quantità di precipitazioni invernali. La formazione vegetale più tipica di queste regioni è la macchia mediterranea, una formazione vegetale arbustiva costituita tipicamente da arbusti sclerofilli, cioè con foglie persistenti poco ampie, coriacee e lucide, molto resistenti alla siccità estiva; nelle aree più umide si estendono aree coperte dalla foresta mediterranea sempreverde, composte da varie specie di piante a portamento arboreo.
In molti luoghi, tuttavia, il clima favorevole ha provocato un intenso sfruttamento antropico, con estese degradazioni del manto vegetale originario e la sua sostituzione con colture adatte al clima, tra i quali di assoluto rilievo sono la vite (Vitis vinifera) e l'olivo (Olea europaea). Tale sfruttamento agricolo delle regioni mediterranee africane data da millenni nella parte settentrionale, mentre è molto più recente nell'Africa meridionale, dove venne introdotto solo pochi secoli fa dai colonizzatori europei. Le popolazioni khoisan che abitavano la zona, infatti, non praticavano l'agricoltura, mentre le popolazioni bantu, stanziate più ad est, erano legate alle colture tropicali delle loro zone d'origine (Africa centrale), inadatte a crescere in zone con stagione secca estiva.